# Список дипломатичних місій у Швейцарії

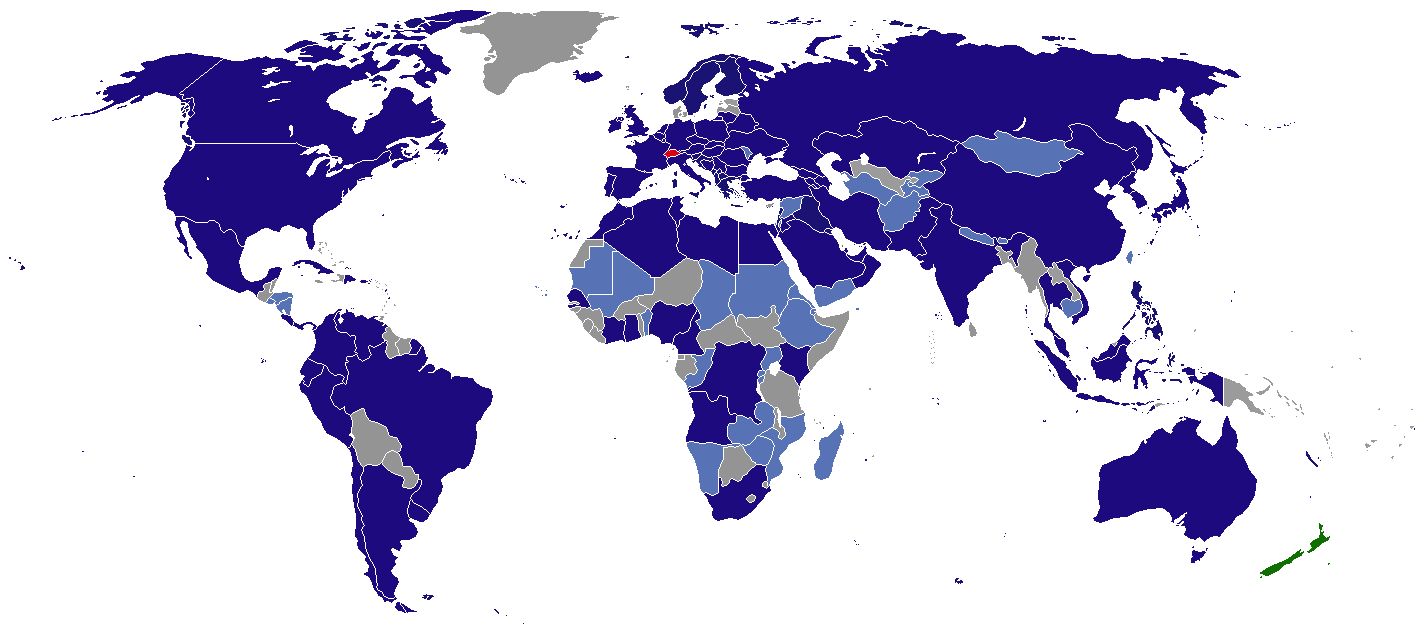
Швейцарія
Країни, які мають посольство в Берні
Країни, представництва яких в женевському офісі ООН також виконують роль посольства
Країни, які мають тільки консульство в Женеві

Нижче наведено список дипломатичних місій в Швейцарії. В столиці Швейцарія Берні знаходяться 87 посольств, окрім того в Женеві знаходяться ще 30 посольств країн світу, суміщених із представництвами цих країн в женевському офісі ООН. Ще 54 країни мають акредитованих послів, які перебувають за межами Швейцарії, в основному в Берліні, Парижі та Брюсселі. Почесні консульства в цьому списку не наведені.

## Посольства

### Берн
- Австрія
- Азербайджан
- Албанія
- Алжир
- Ангола
- Аргентина
- Бельгія
- Білорусь
- Болгарія
- Боснія і Герцеговина
- Бразилія
- Ватикан
- Велика Британія
- Венесуела
- В'єтнам
- Гана
- Гондурас
- Греція
- Данія
- Домініканська Республіка
- ДР Конго
- Еквадор
- Єгипет
- Ізраїль
- Індія
- Індонезія
- Ірак
- Іран
- Ірландія
- Іспанія
- Італія
- Йорданія
- Казахстан
- Камерун
- Канада
- КНР
- Колумбія
- Коста-Рика
- Кот-д'Івуар
- Куба
- Кувейт
- Литва
- Ліван
- Лівія
- Ліхтенштейн
- Люксембург
- Малайзія
- Марокко
- Мексика
- Монако
- Монголія
- Нігерія
- Нідерланди
- Німеччина
- Норвегія
- ОАЕ
- Пакистан
- ПАР
- Парагвай
- Перу
- Південна Корея
- Північна Корея
- Польща
- Португалія
- Північна Македонія
- Росія (Посольство Росії)
- Румунія
- Саудівська Аравія
- Сенегал
- Сербія
- Словаччина
- Словенія
- США
- Таїланд
- Туніс
- Туреччина
- Угорщина
- Україна (Посольство України в Швейцарії)
- Уругвай
- Філіппіни
- Фінляндія
- Франція
- Хорватія
- Чехія
- Чилі
- Швеція
- Японія

### Женева
Представництва цих країн в офісі ООН в Женеві також виконують роль посольств цих держав в Швейцарії:
- Афганістан
- Бенін
- Буркіна-Фасо
- Бурунді
- Бутан
- Вірменія
- Грузія
- Джибуті
- Еритрея
- Ефіопія
- Ємен
- Замбія
- Кабо-Верде
- Камбоджа
- Киргизстан
- Мавританія
- Мадагаскар
- Малі
- Мозамбік
- Молдова
- Монголія
- Непал
- Нікарагуа
- Республіка Конго
- Руанда
- Судан
- Сьєрра-Леоне
- Уганда
- Чад
- Чорногорія

## Генеральні консульства

### Женева
- Австралія
- Алжир
- Бангладеш
- Бахрейн
- Беліз (консульство)
- Бельгія
- Бразилія
- Велика Британія
- В'єтнам (консульство)
- Греція
- Єгипет
- Індія
- Іспанія
- Італія
- Канада (консульство)
- Катар
- Кенія
- Кувейт
- Люксембург
- Малайзія
- Мальта
- М'янма
- Німеччина
- Нова Зеландія
- ОАЕ
- Оман
- Панама
- ПАР
- Перу
- Португалія
- Росія
- Сальвадор
- Саудівська Аравія
- Сербія
- Сирія
- Сінгапур (консульство)
- Тринідад і Тобаго
- Туреччина
- Філіппіни
- Франція
- Шрі-Ланка (консульство)
- Ямайка (консульство)
- Японія

### Цюрих
- Австрія
- Бразилія
- Домініканська Республіка
- Іспанія
- Італія
- КНР
- Перу
- Португалія
- Сербія
- Туреччина
- Франція
- Хорватія

### Інші міста
- Базель
  -  Австрія
  -  Італія
  -  Таїланд
- Лозанна
  -  Еквадор
  -  Італія
- Лугано
  -  Італія
- Санкт-Галлен
  -  Італія (консульство)

## Акредитовані посли

### Париж
- Бруней
- Габон
- Гаїті
- Гамбія
- Гватемала
- Гвінея
- Гондурас
- Екваторіальна Гвінея
- Катар
- Ліберія
- Маврикій
- М'янма
- Нігер
- ОАЕ
- Панама
- Сейшельські Острови
- Сирія
- Сомалі

### Брюссель
- Бангладеш
- Гвінея-Бісау
- Гренада
- Домініка
- Ісландія
- Лесото
- Малаві
- Намібія
- Самоа
- Сан-Томе і Принсіпі
- Есватіні
- Того
- Тринідад і Тобаго

### Берлін
- Австралія
- Болівія
- Бруней
- Зімбабве
- Лаос
- Нова Зеландія
- Оман
- Танзанія
- Узбекистан
- Шрі-Ланка
- Ямайка

### Інші міста
- Відень
  -  Естонія
  -  Латвія
  -  Таджикистан
- Рим
  -  Сальвадор
  -  Кіпр
  -  Мальта
- Лондон
  -  Кенія
  -  Тонга
- Андорра-ла-Велья
  -  Андорра
- Сан-Марино
  -  Сан-Марино
- Сінгапур
  -  Сінгапур
- Бонн
  -  Центральноафриканська Республіка

## Представництва
- Європейський Союз - Представництво Європейського Союзу в Швейцарії та Князівстві Ліхтенштейн
- Палестина - Генеральна делегація Палестинської держави
- Тайвань - Економіко-культурний офіс

## Галерея

### Посольства в Берні

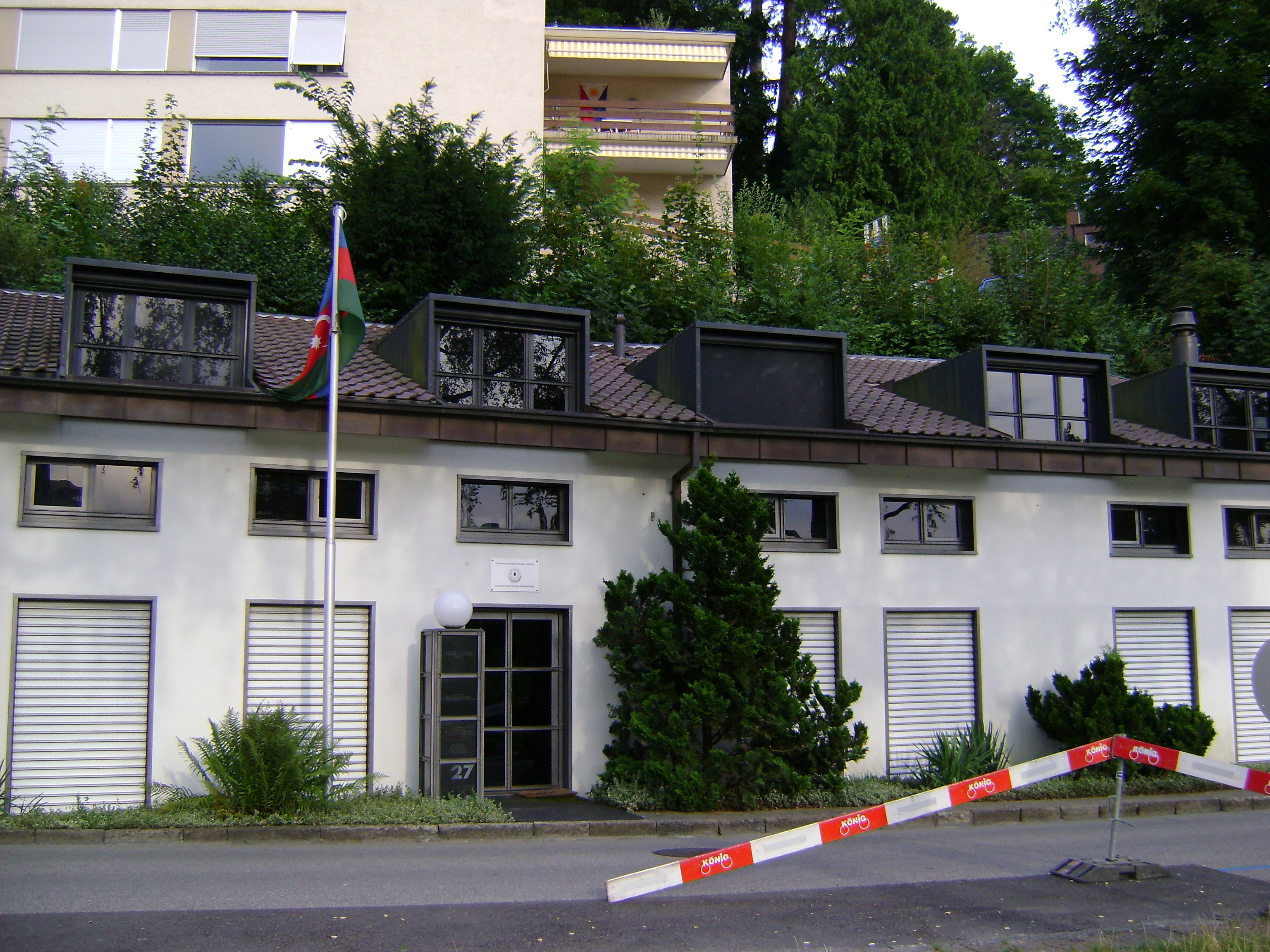
Посольство Азербайджану
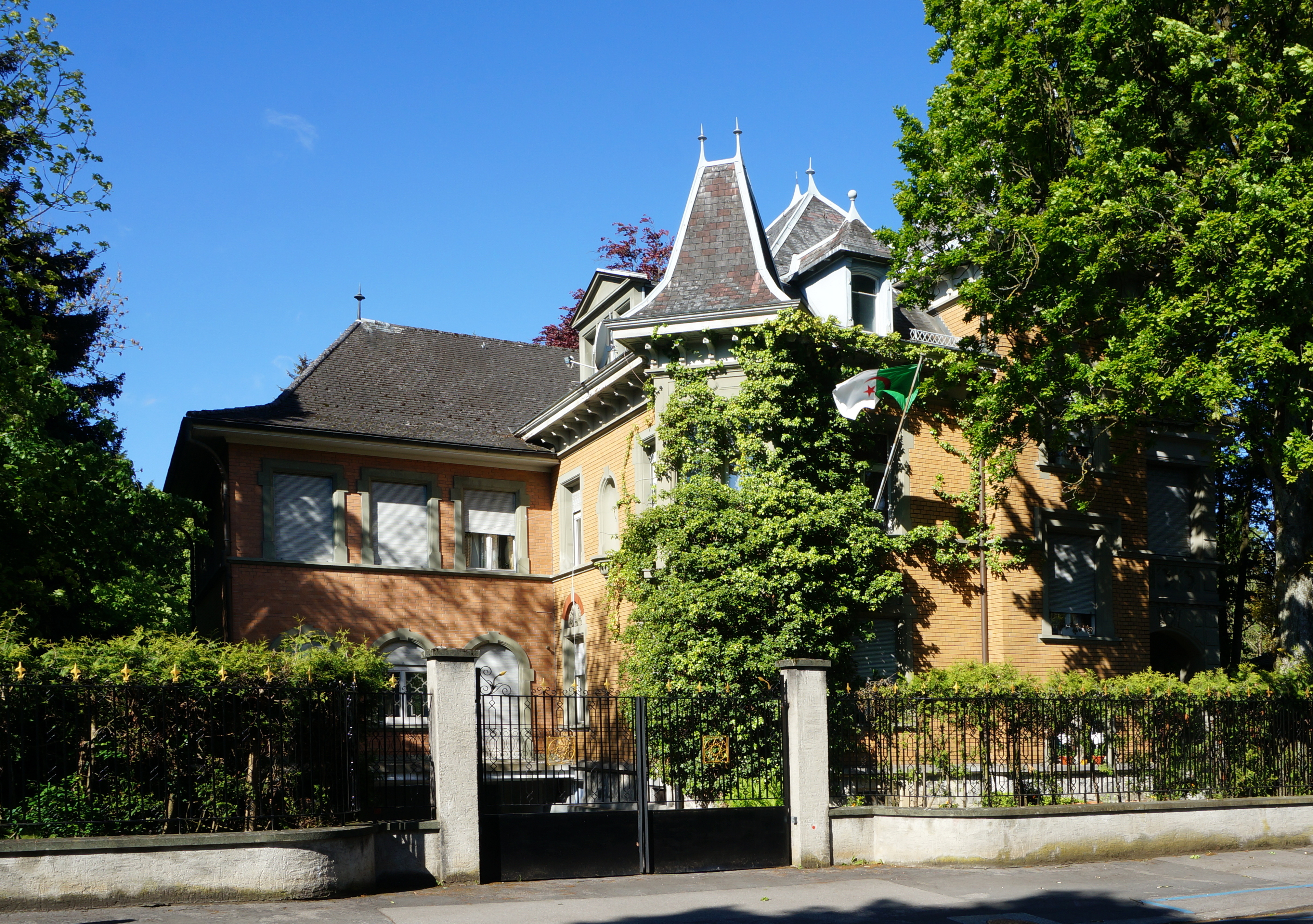
Посольство Алжиру
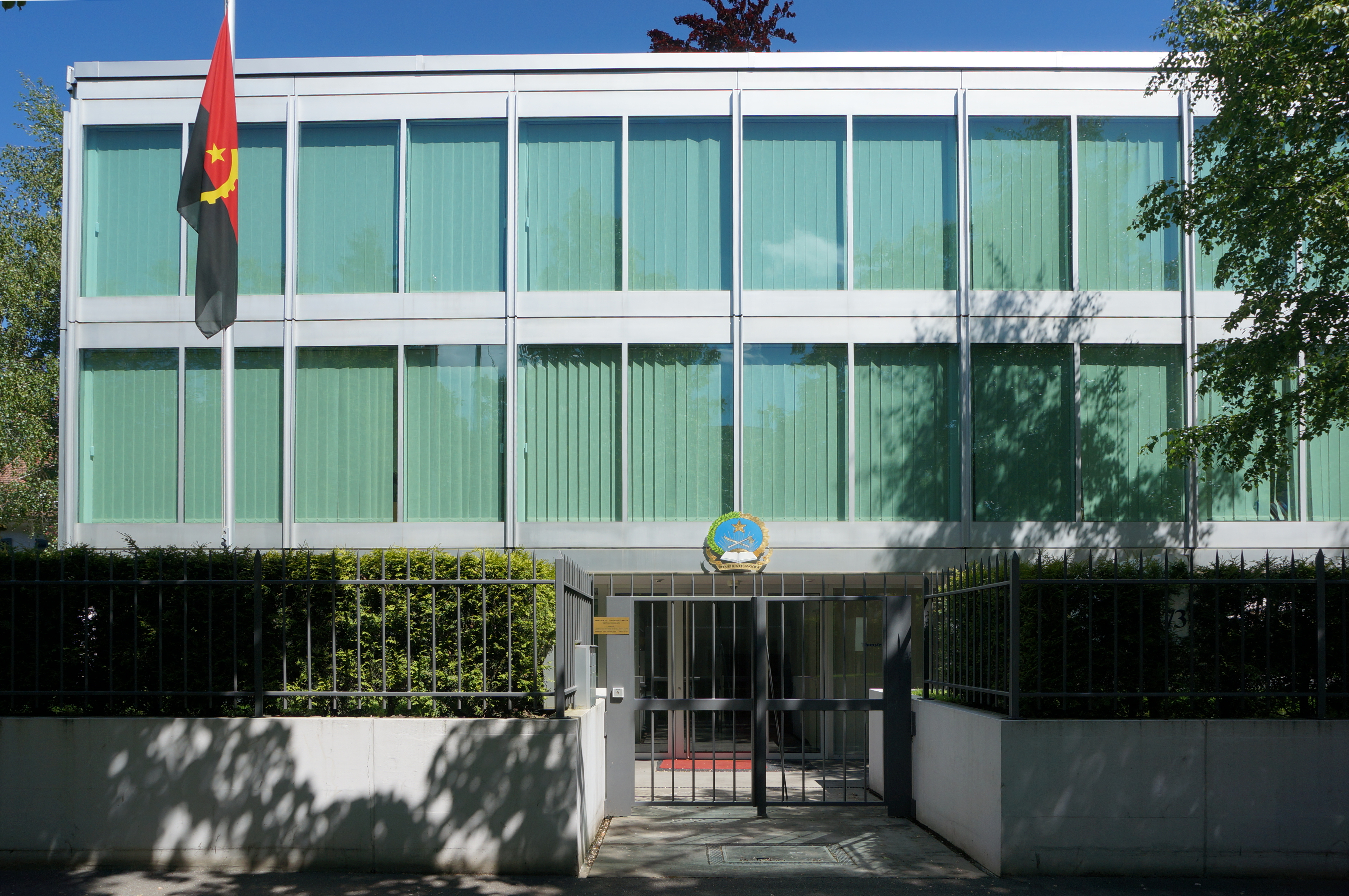
Посольство Анголи
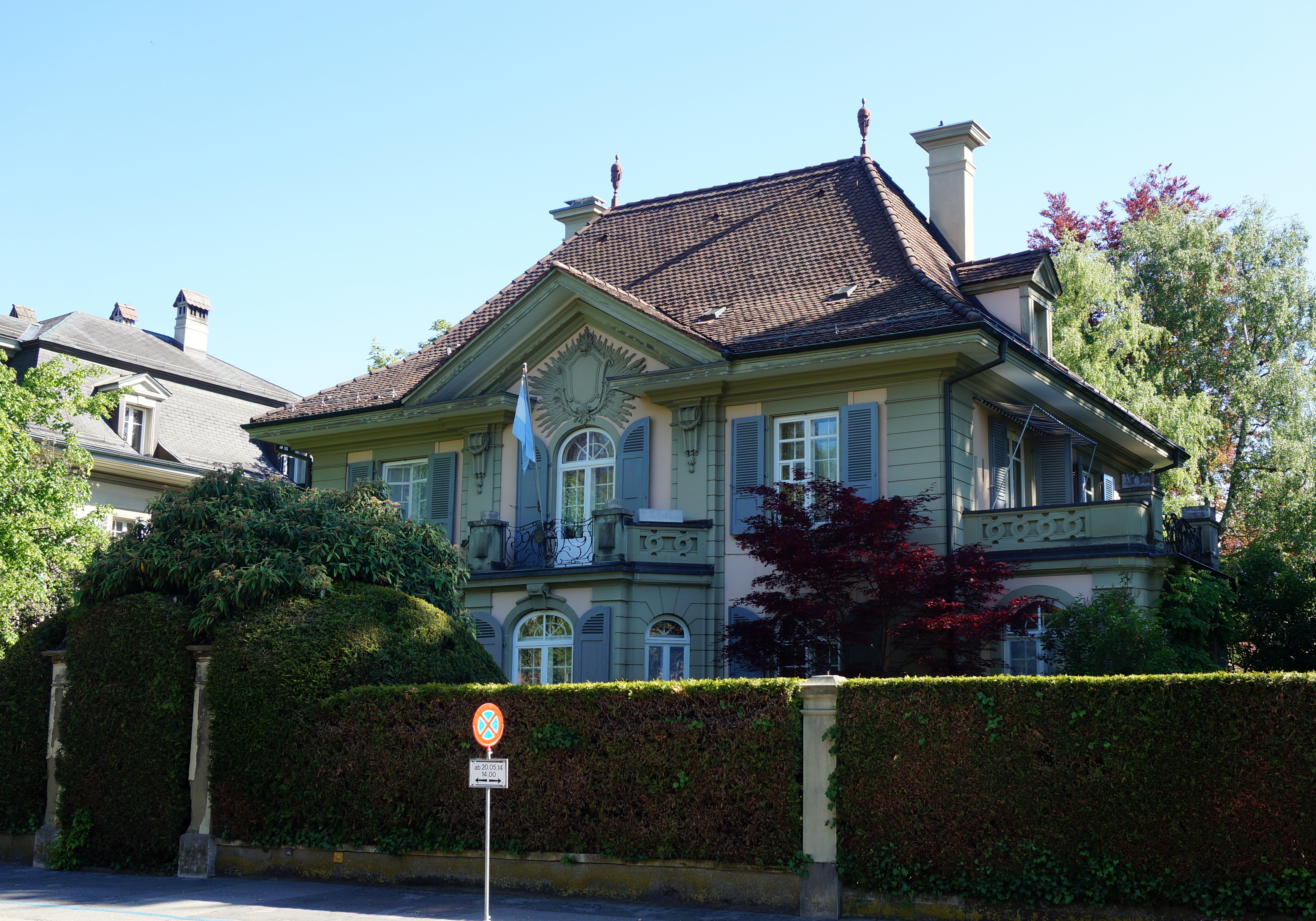
Посольство Аргентини
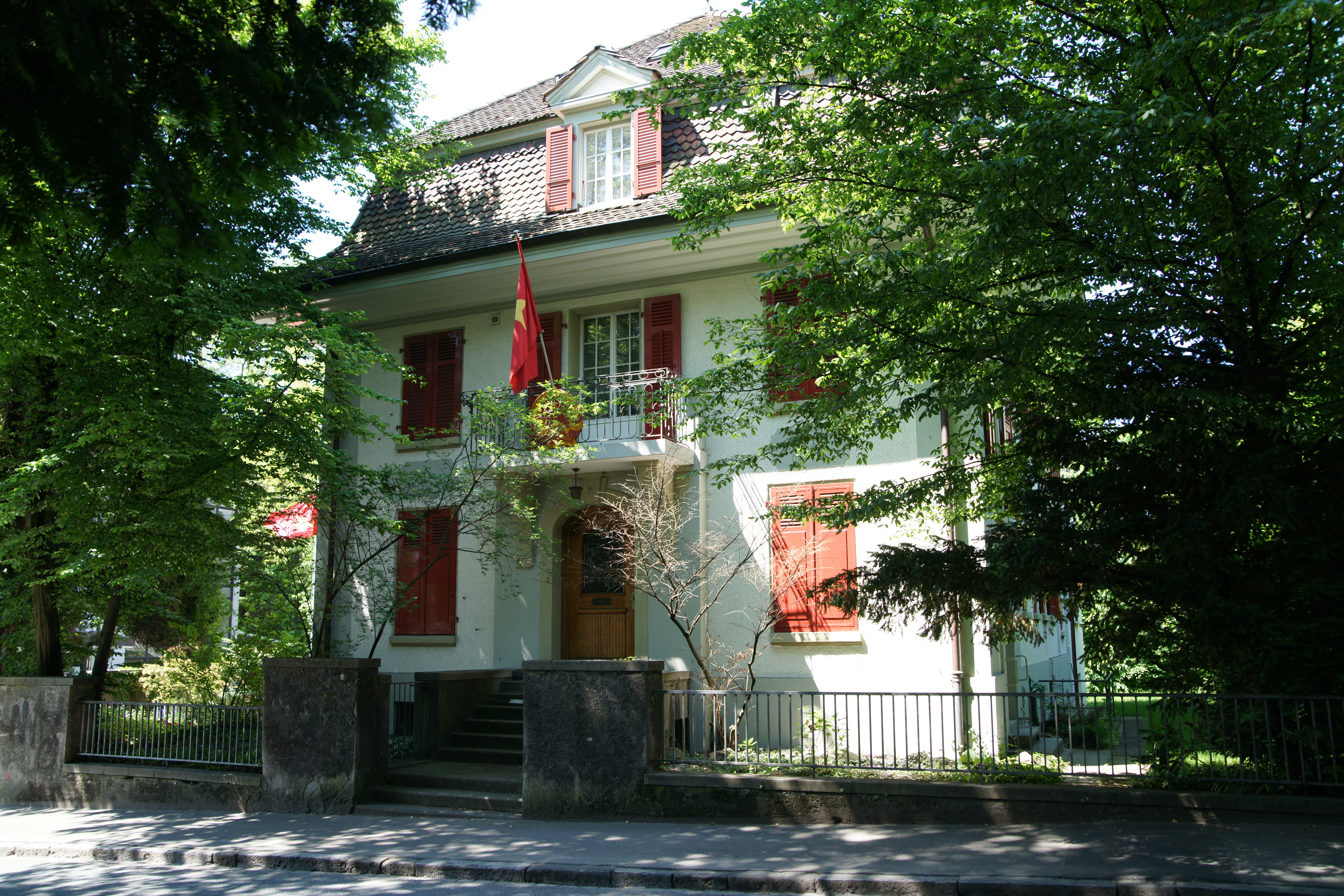
Посольство В'єтнаму
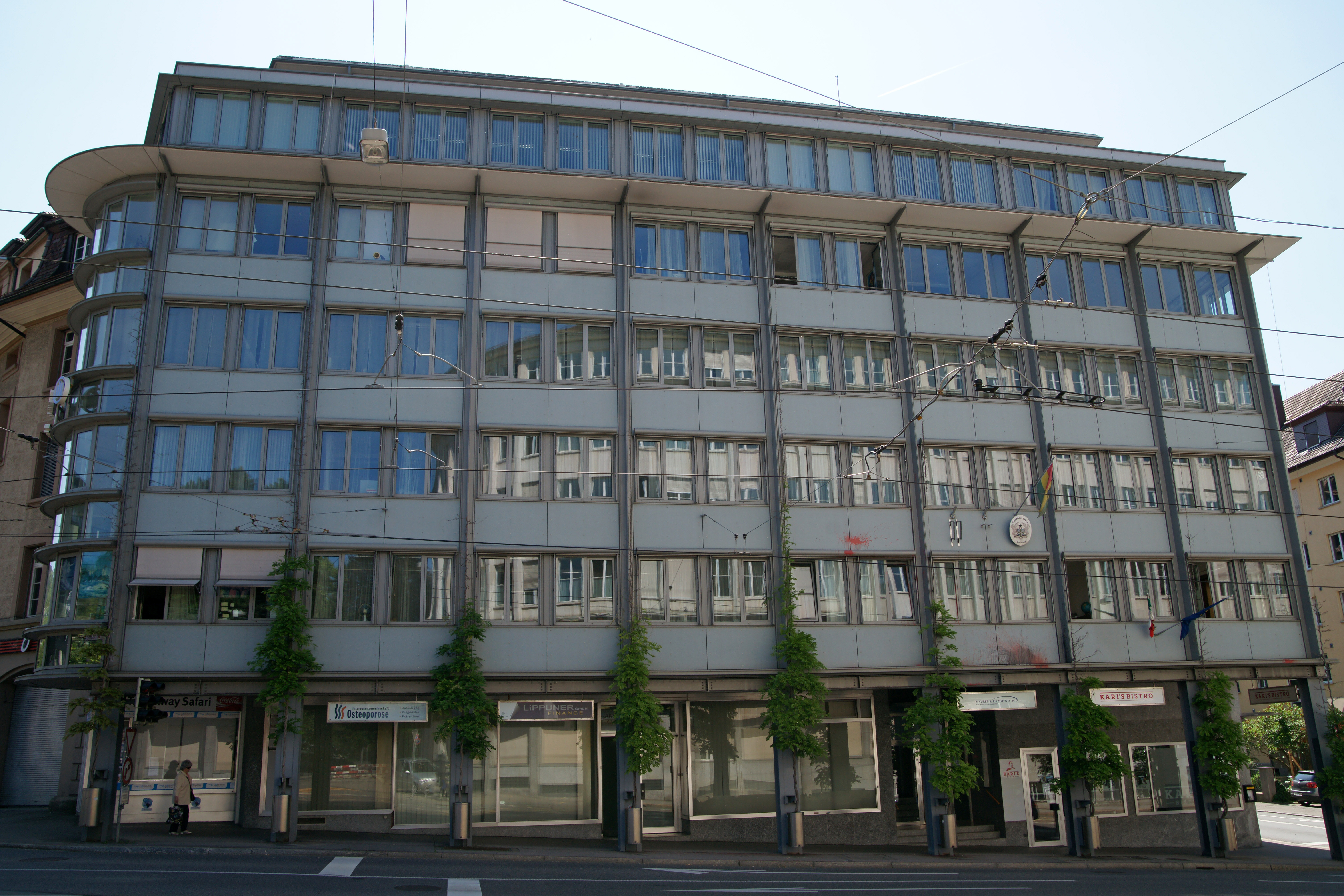
Посольства Гани та Йорданії
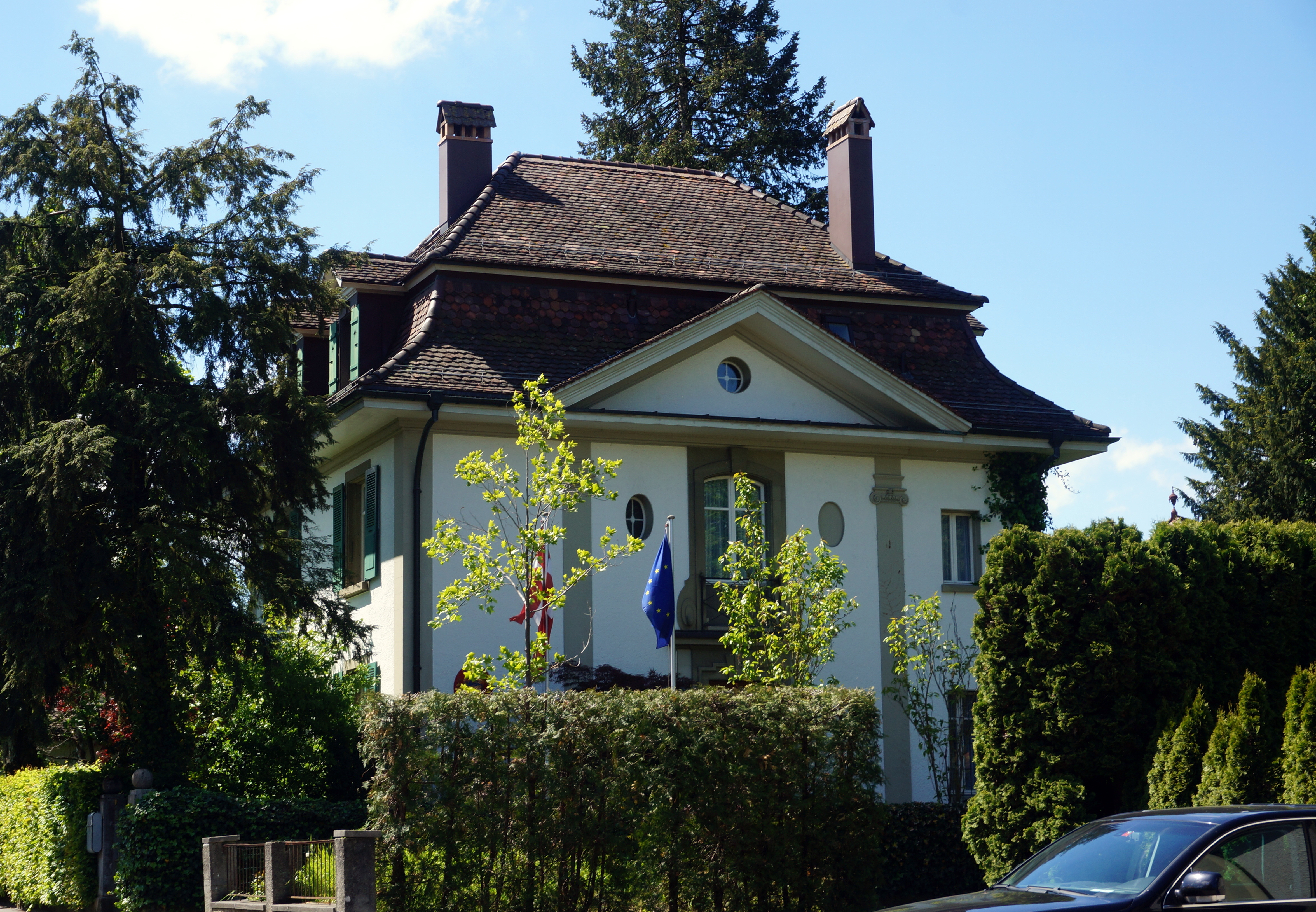
Посольство Данії
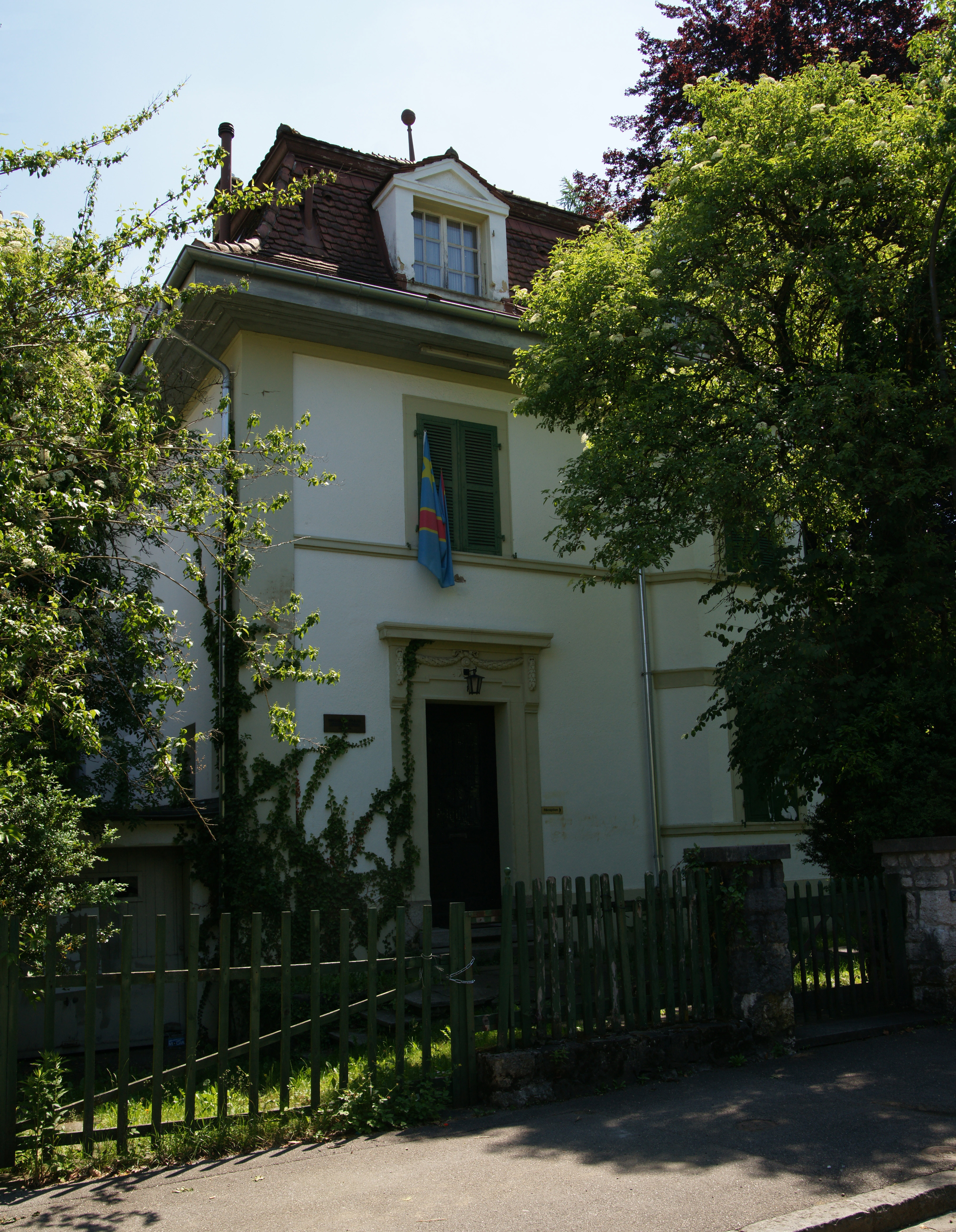
Посольство ДР Конго
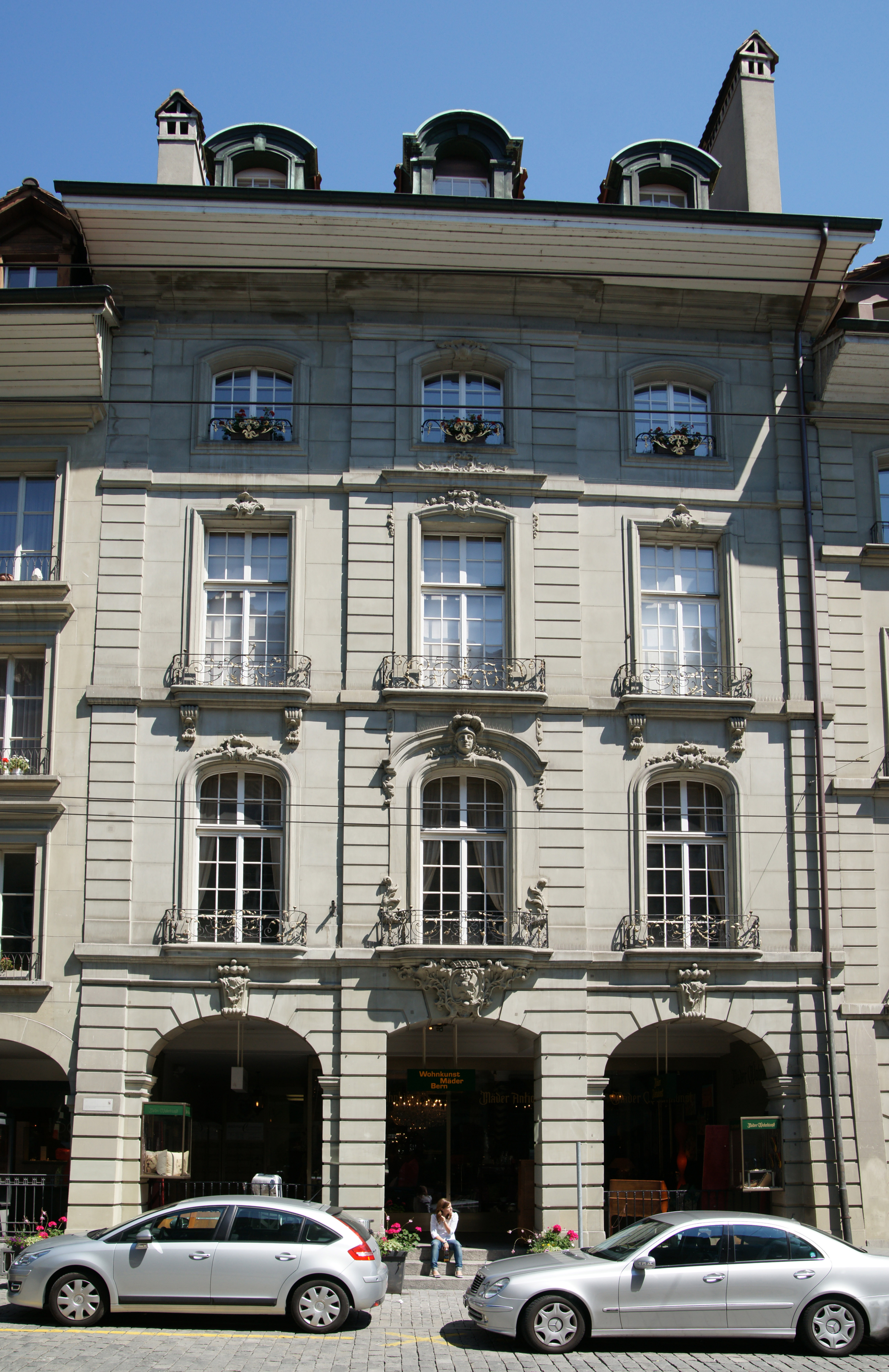
Посольство Еквадору
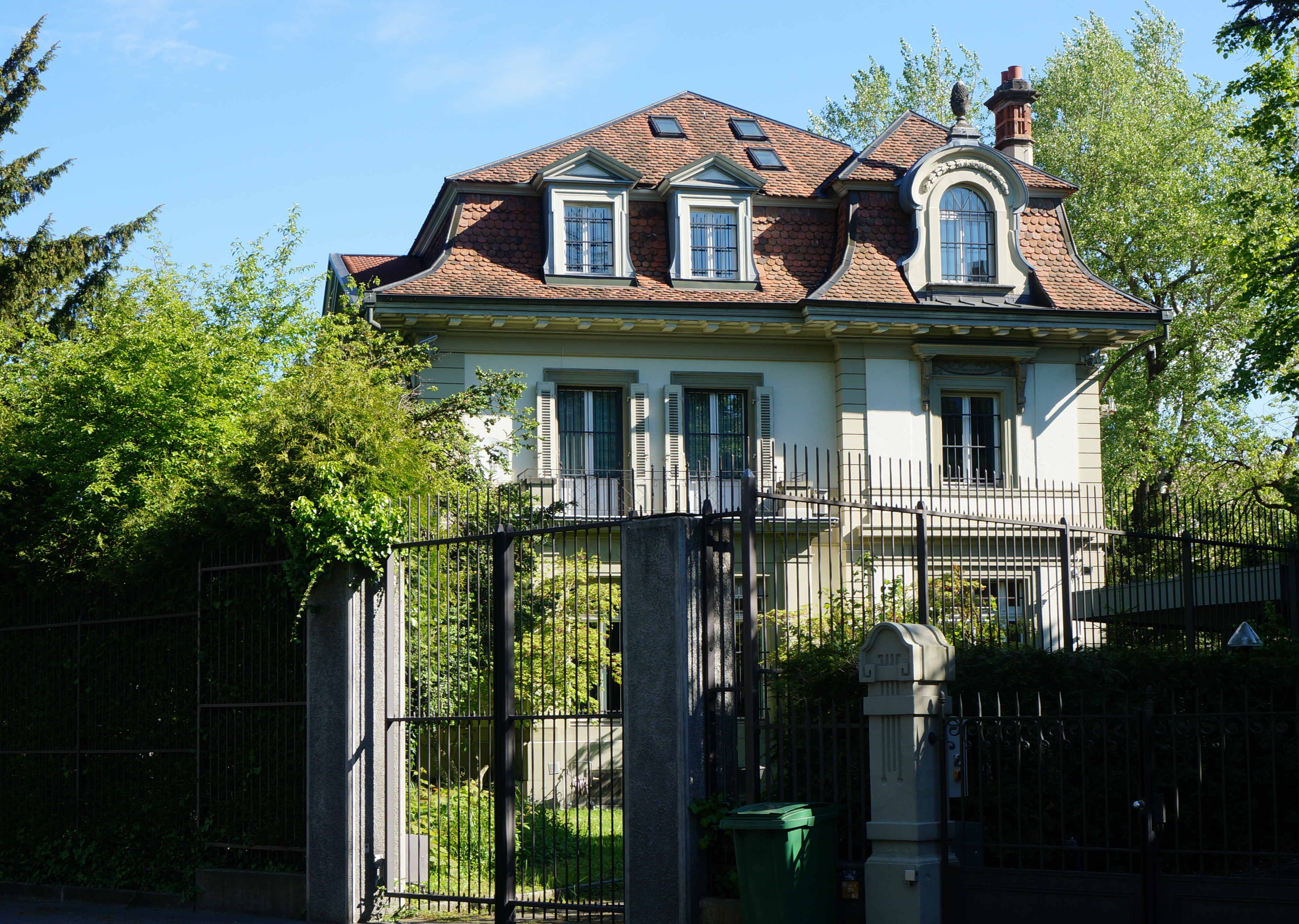
Посольство Ірану
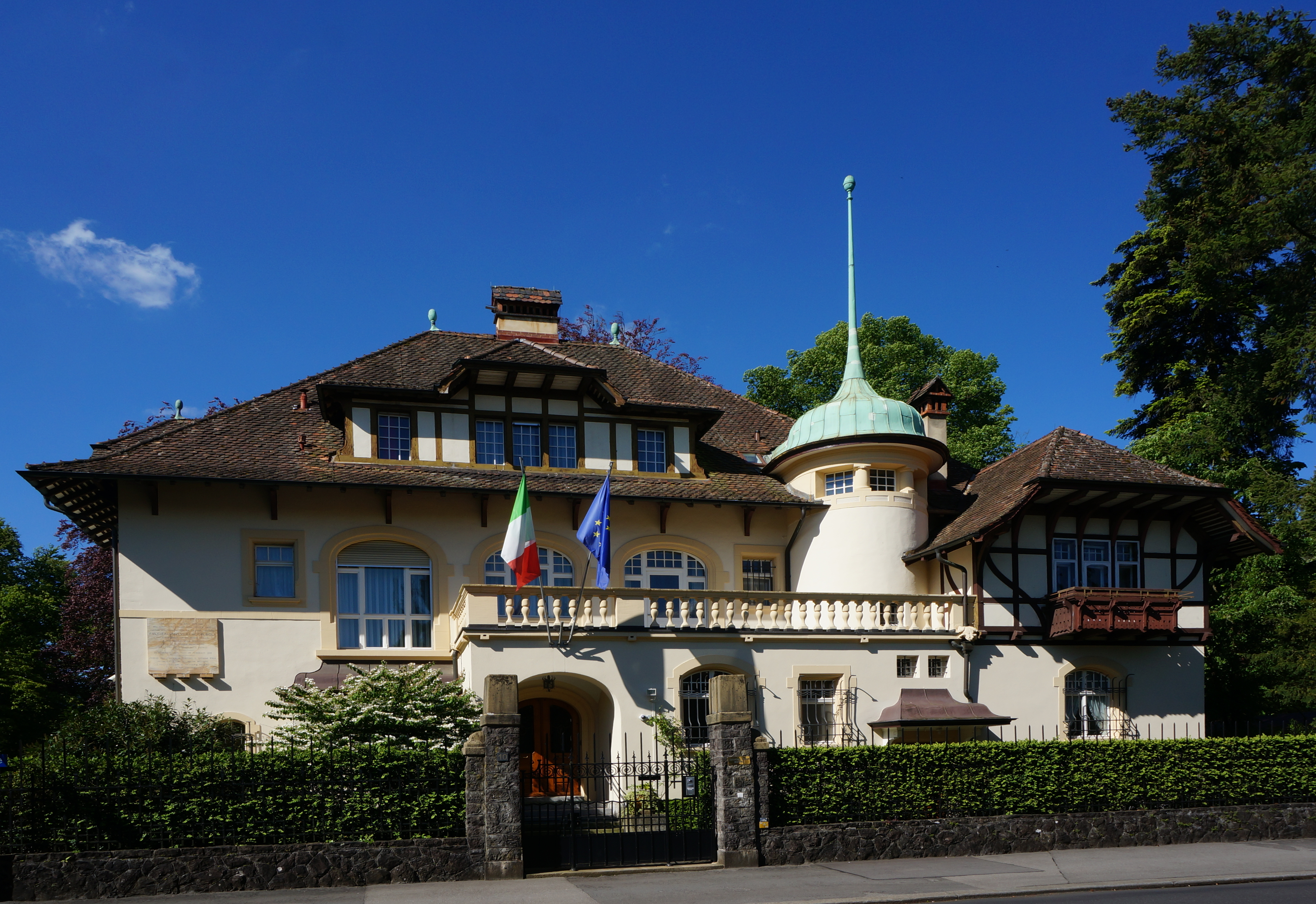
Посольство Італії
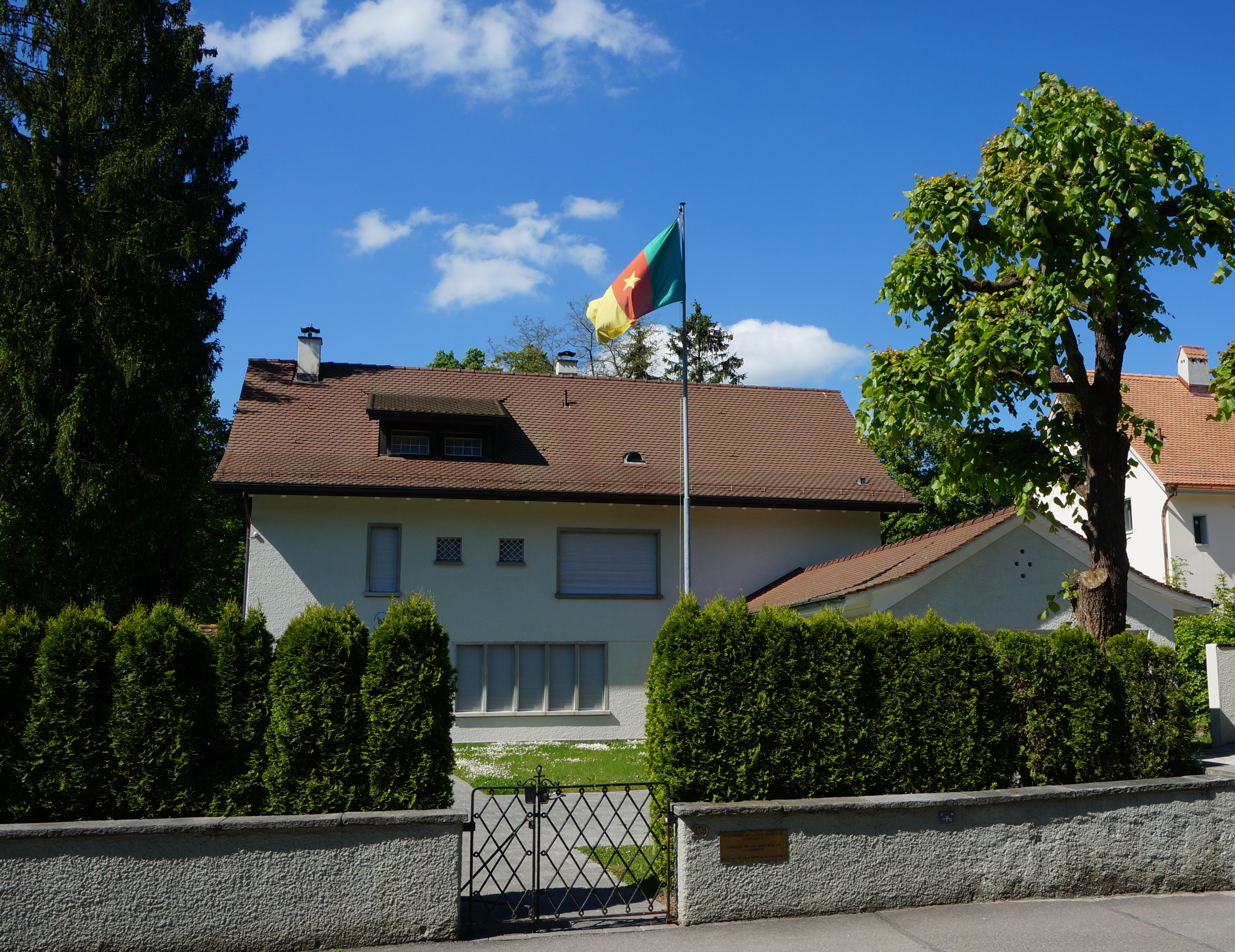
Посольство Камеруну
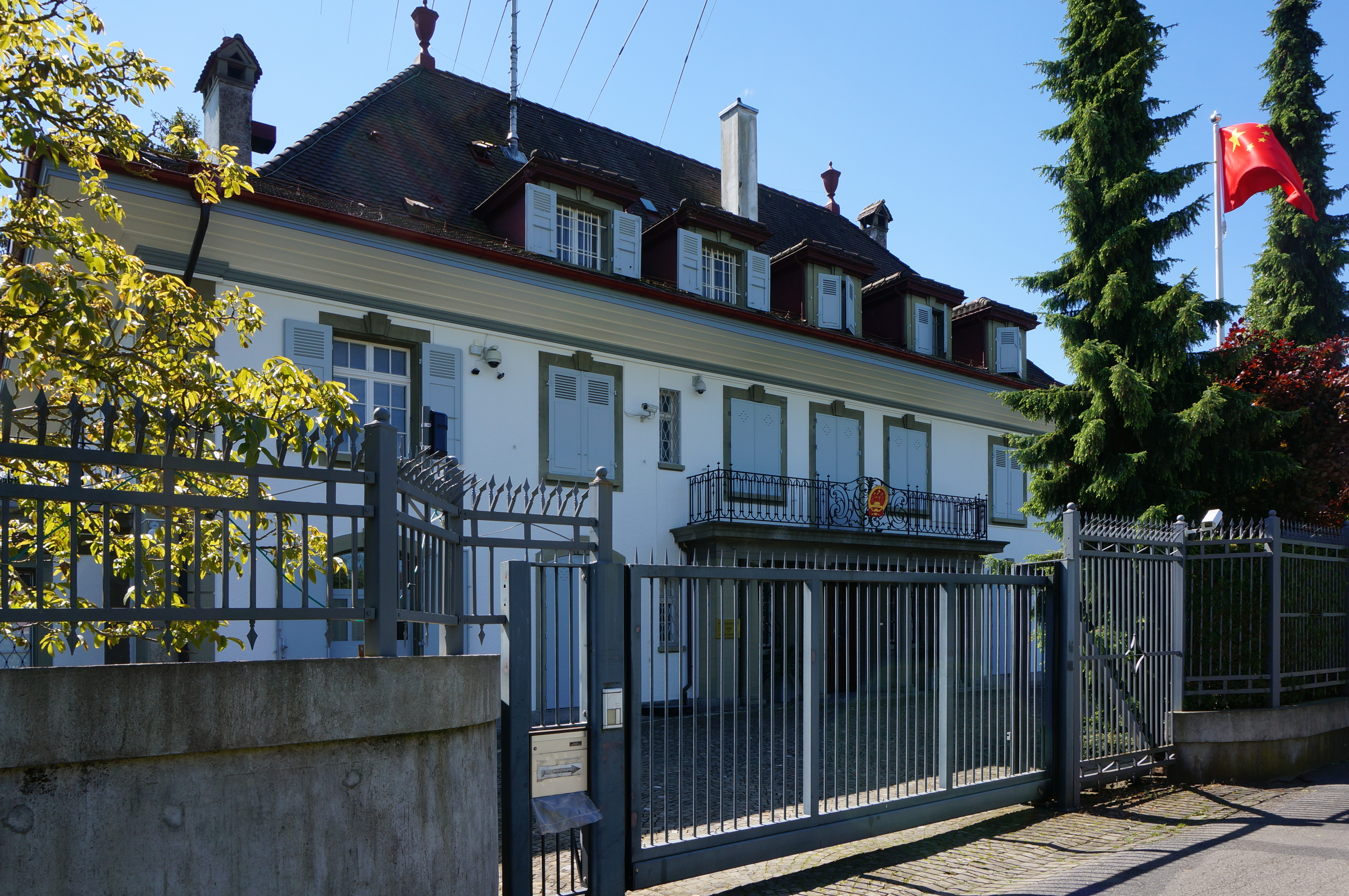
Посольство КНР
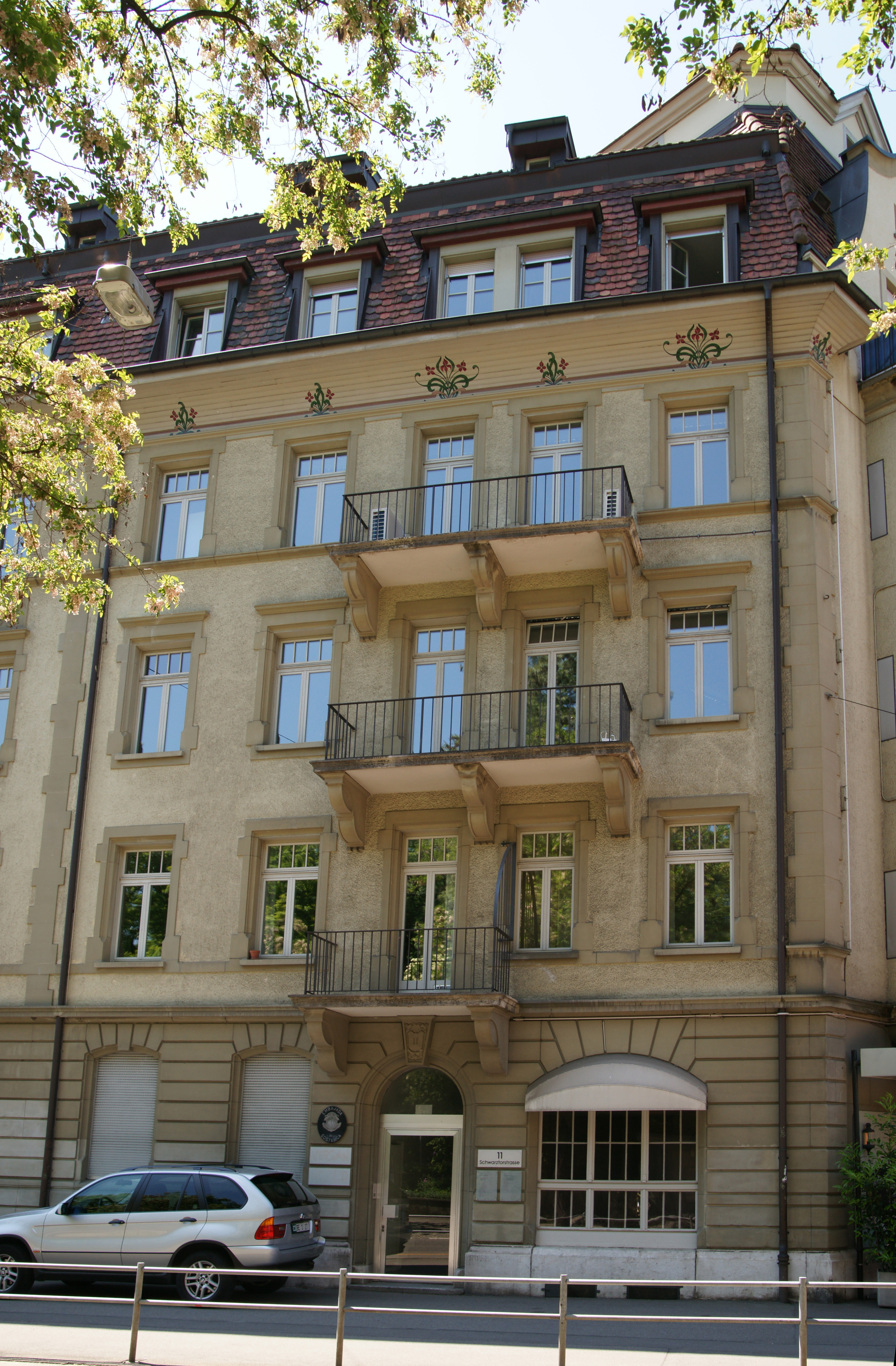
Посольство Коста-Рики
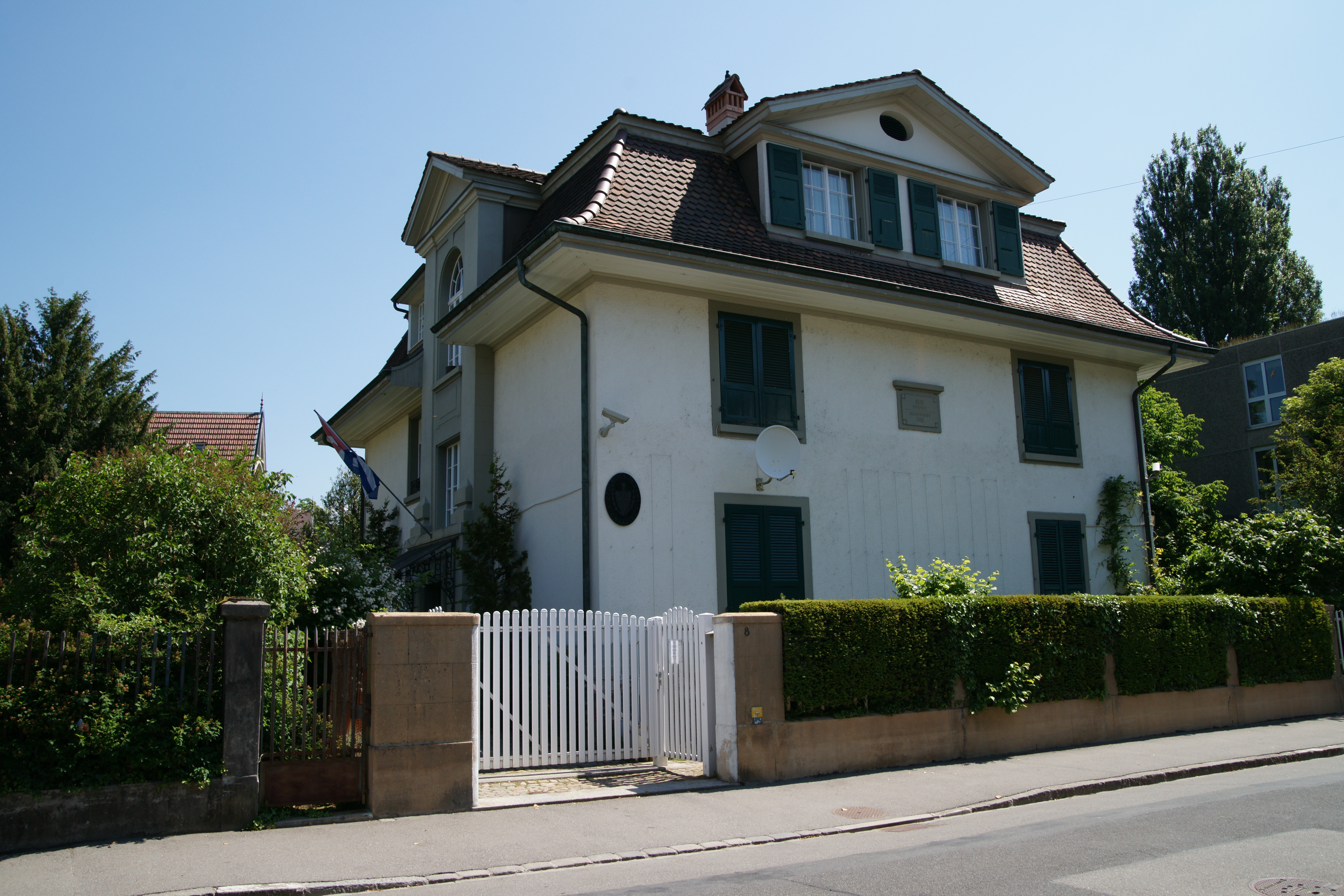
Посольство Куби
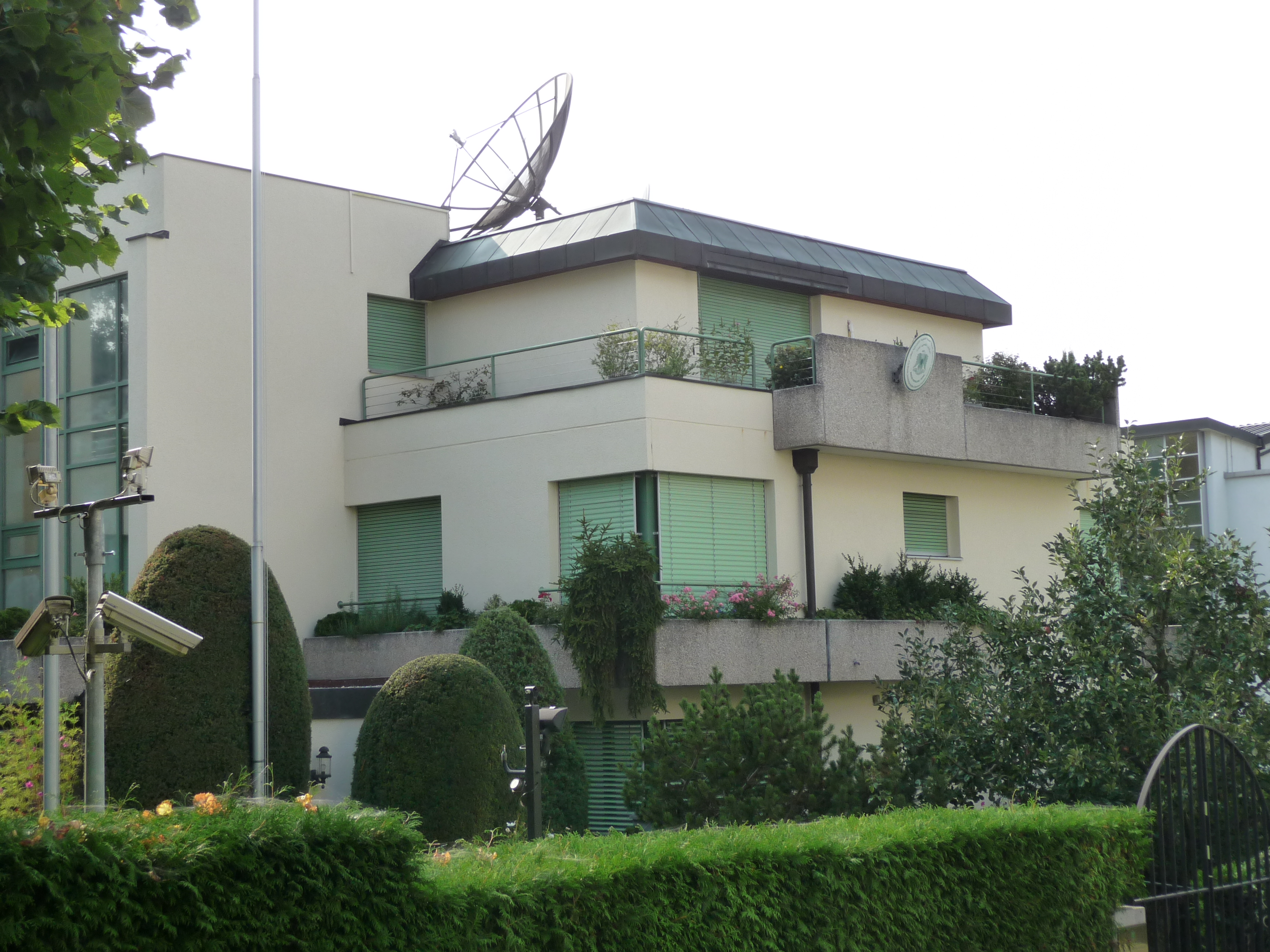
Посольство Лівії
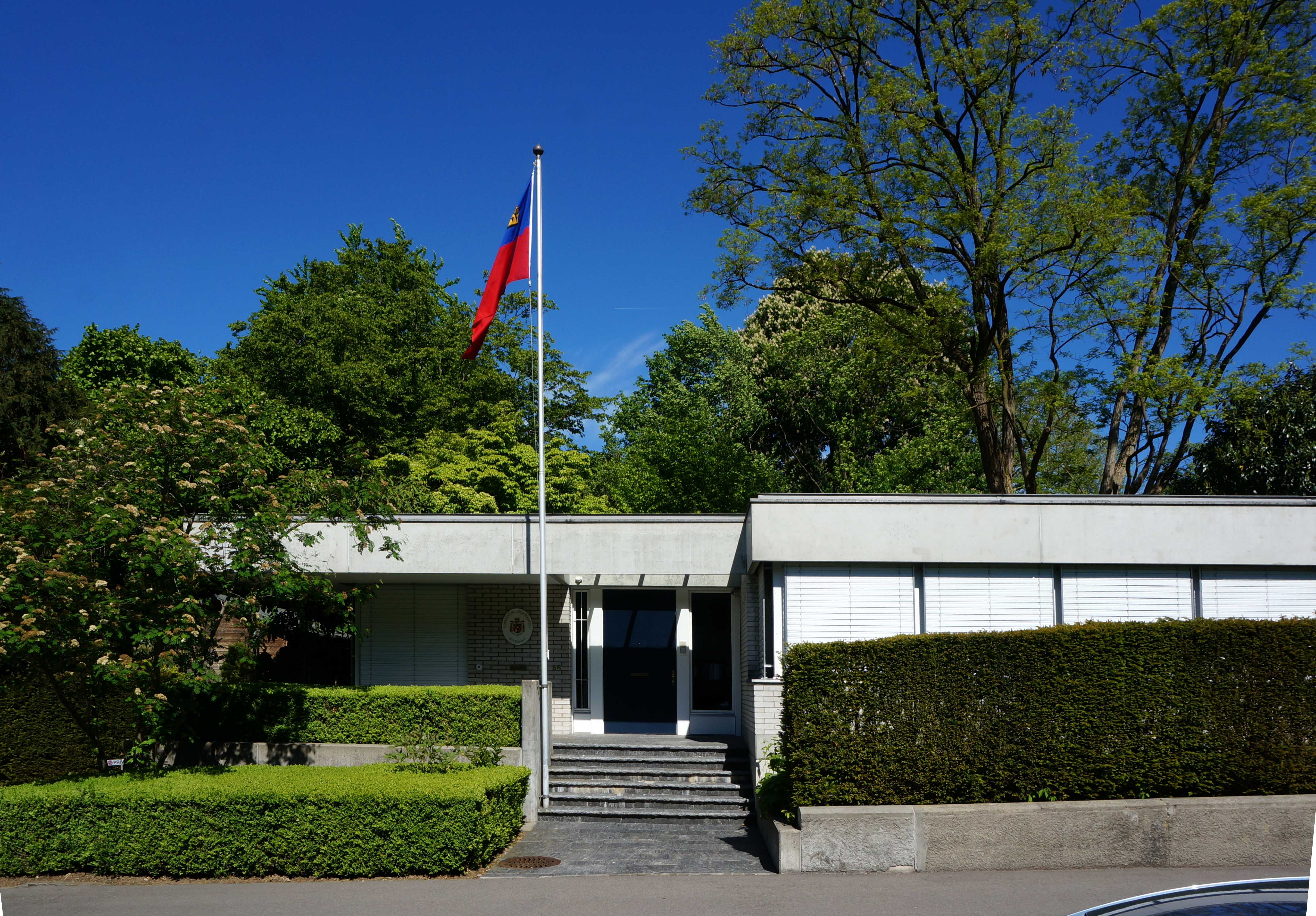
Посольство Ліхтенштейну
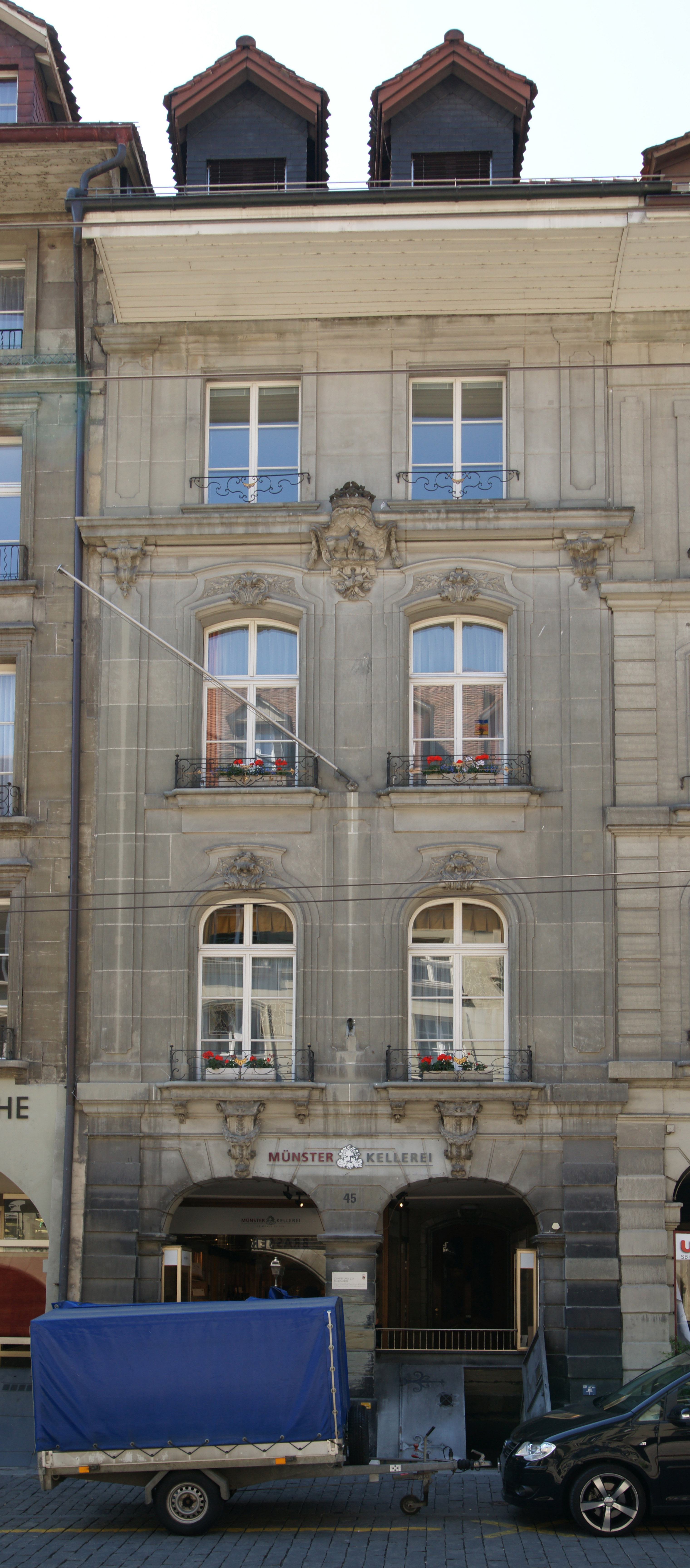
Посольство Люксембургу
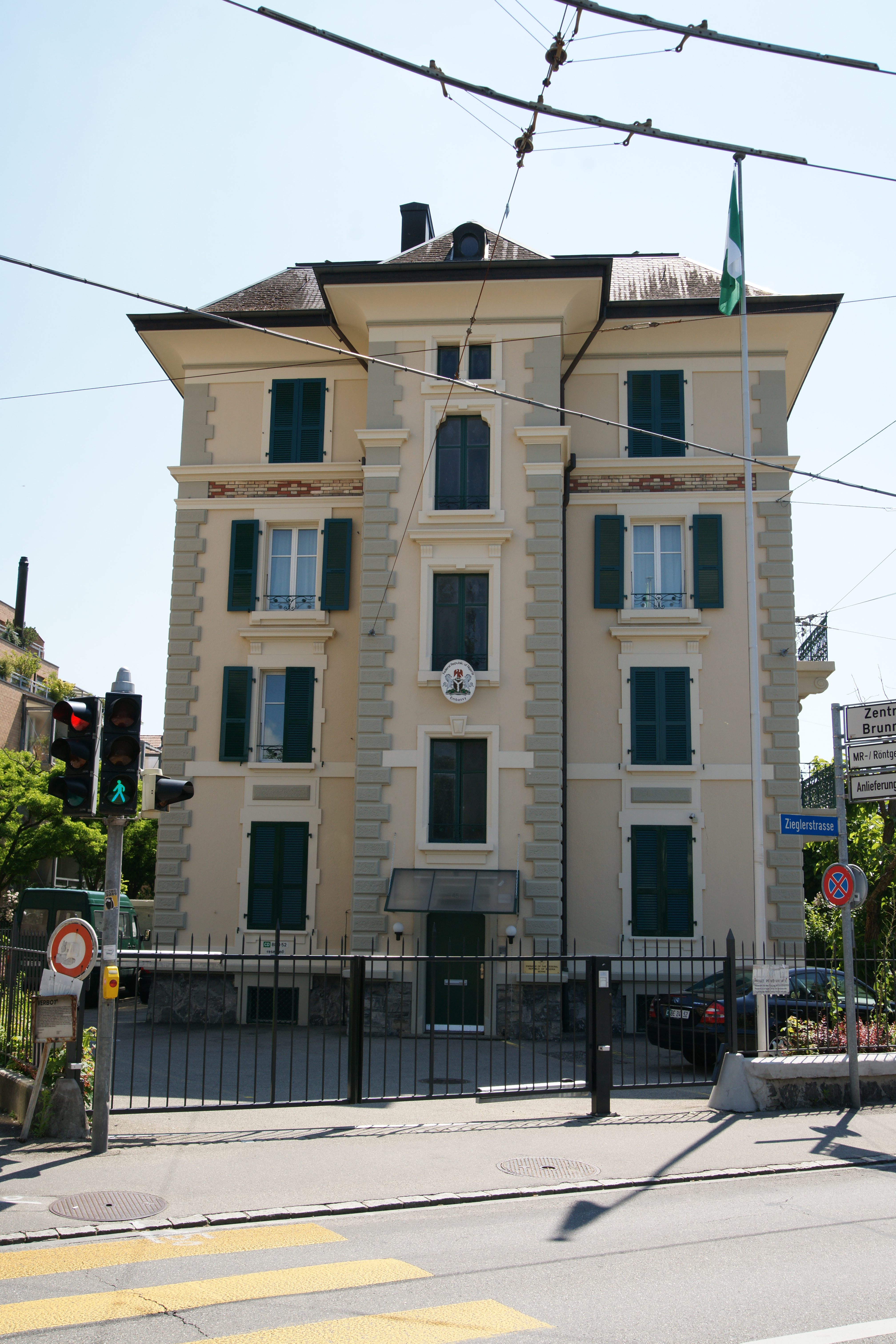
Посольство Нігерії
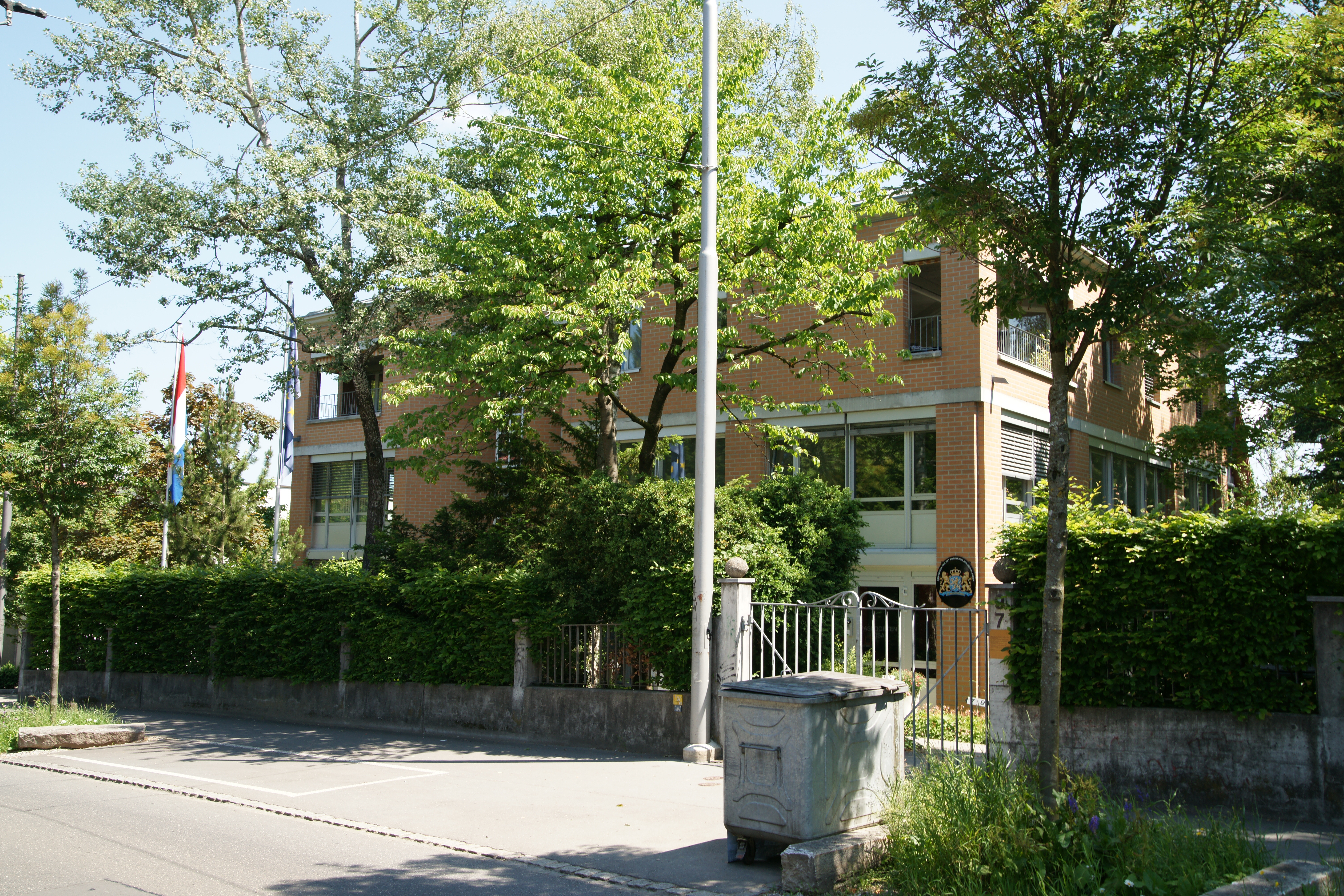
Посольство Нідерландів
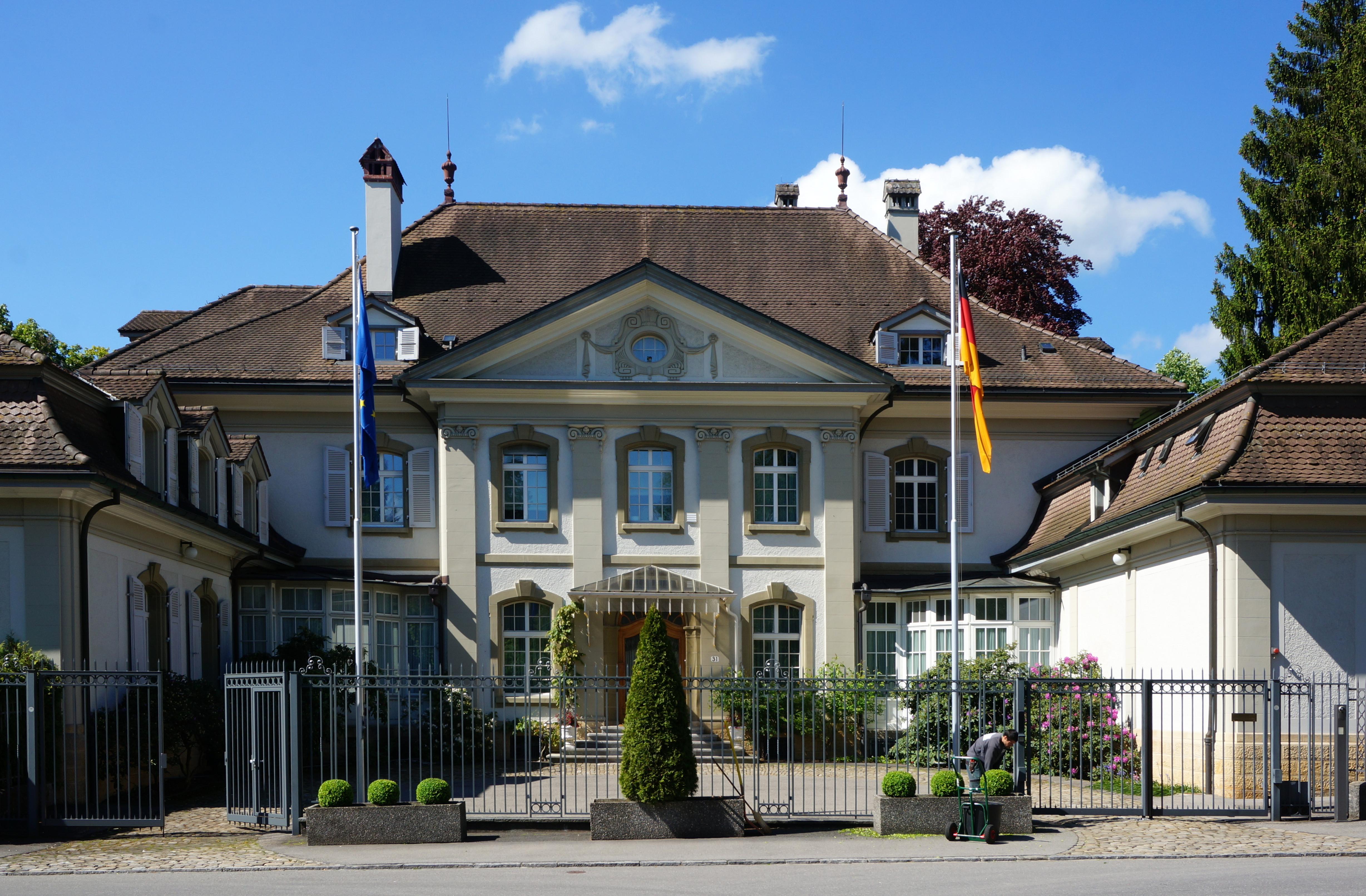
Посольство Німеччини
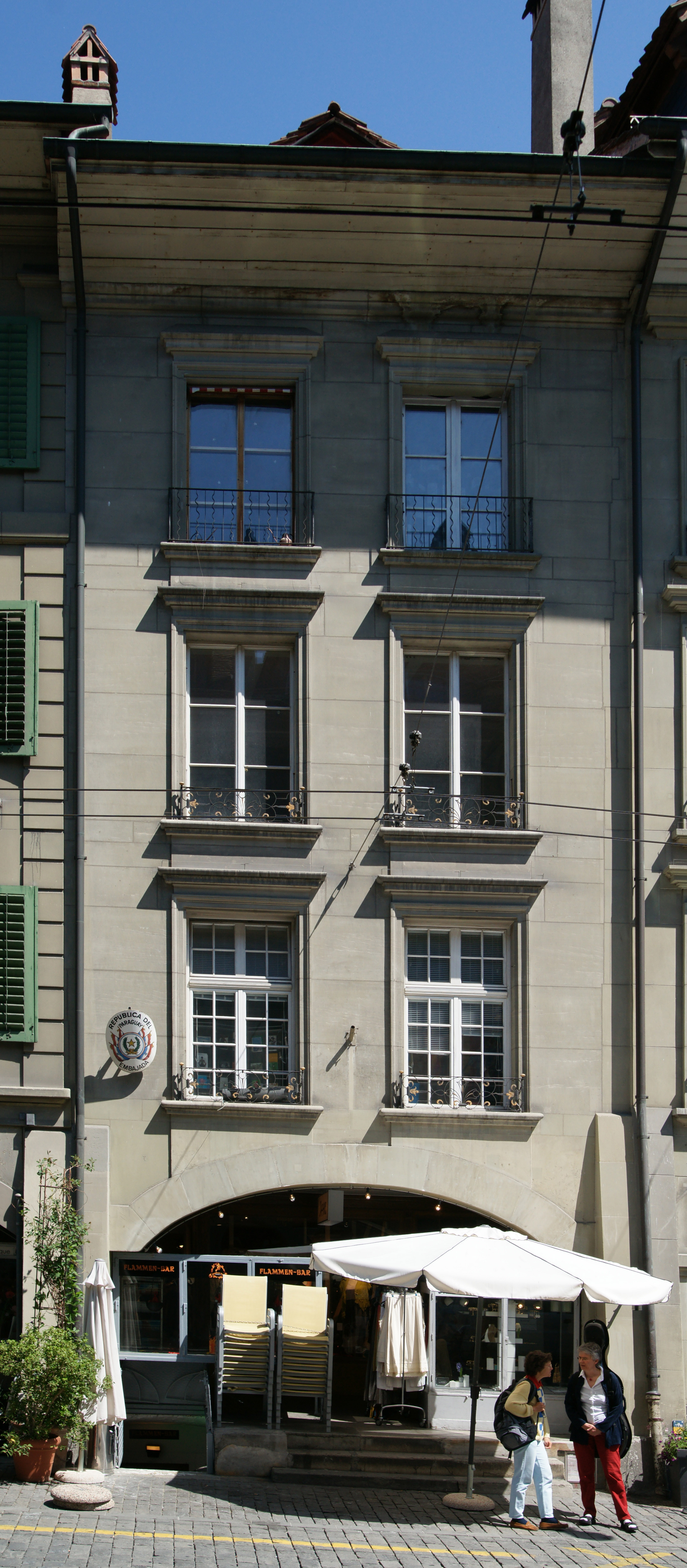
Посольство Парагваю
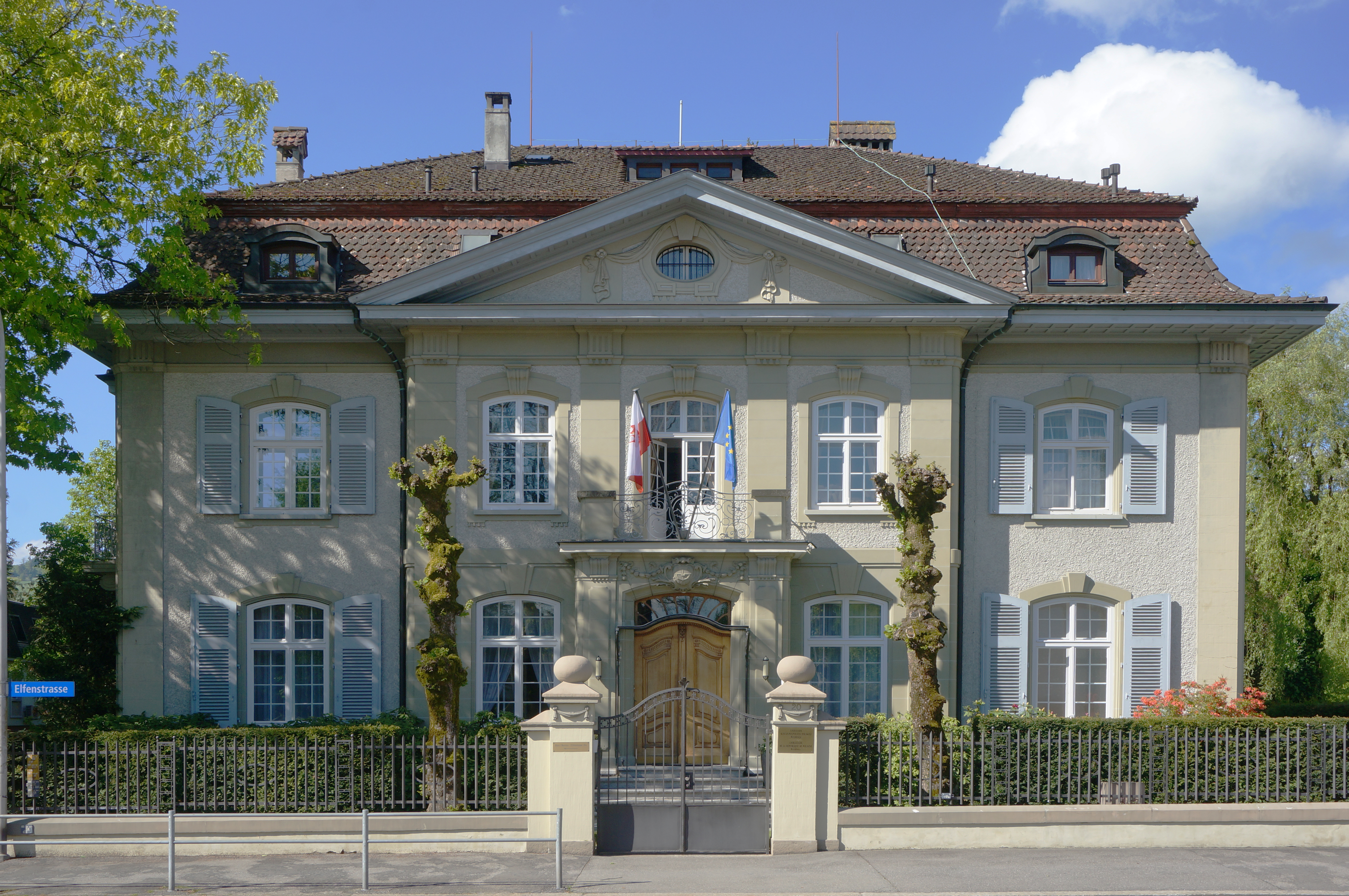
Посольство Польщі
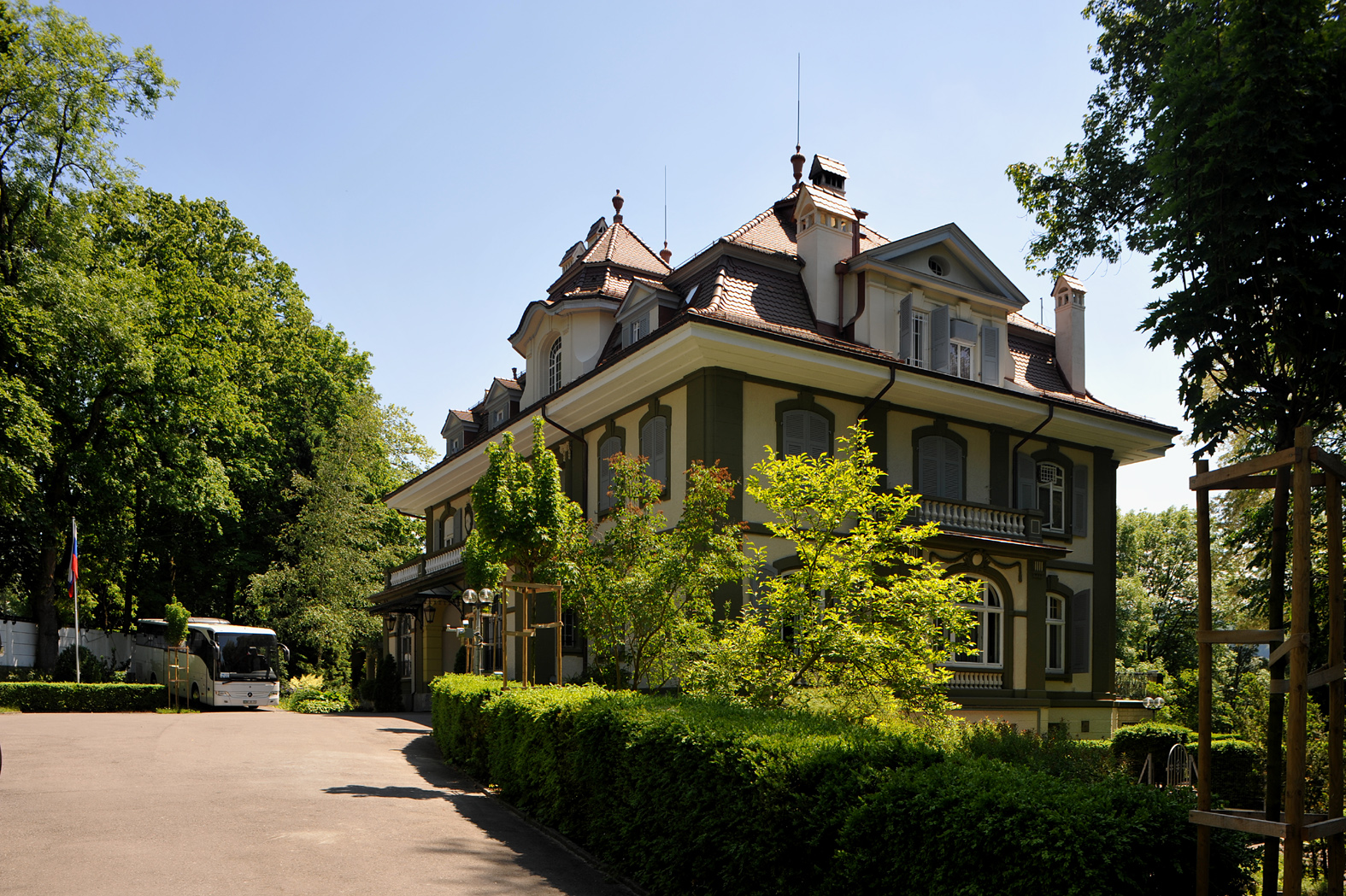
Посольство Росії
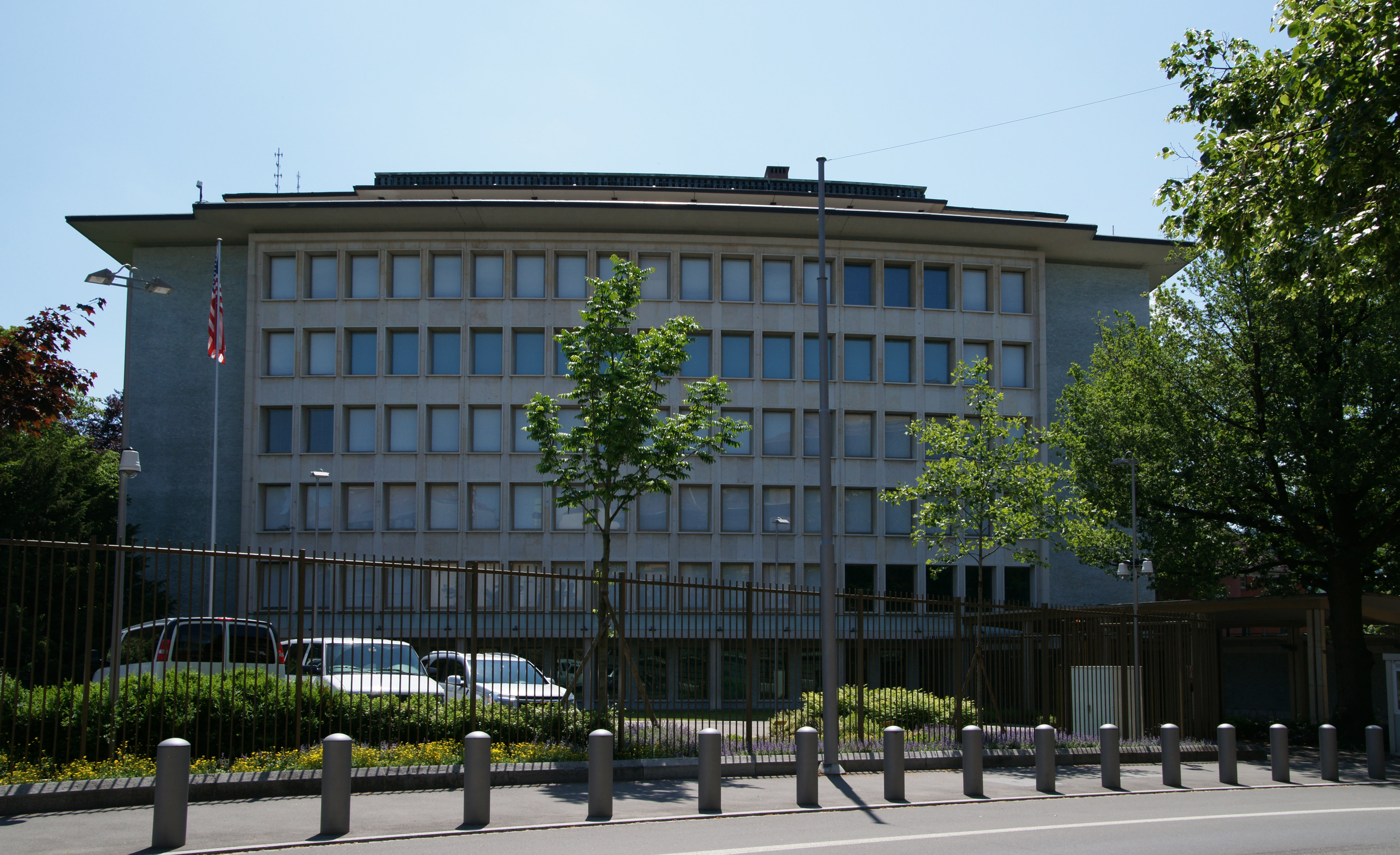
Посольство США
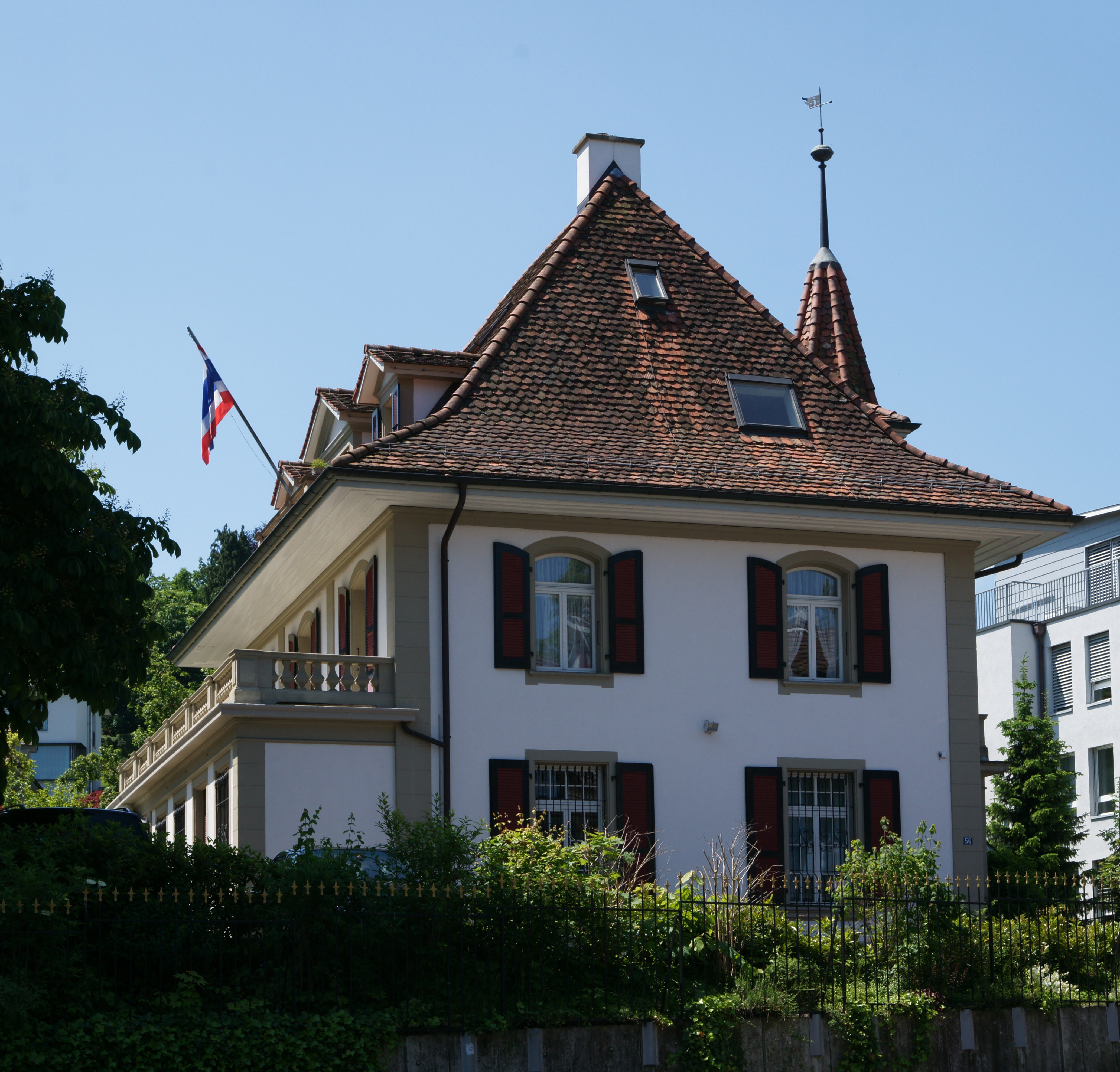
Посольство Таїланду
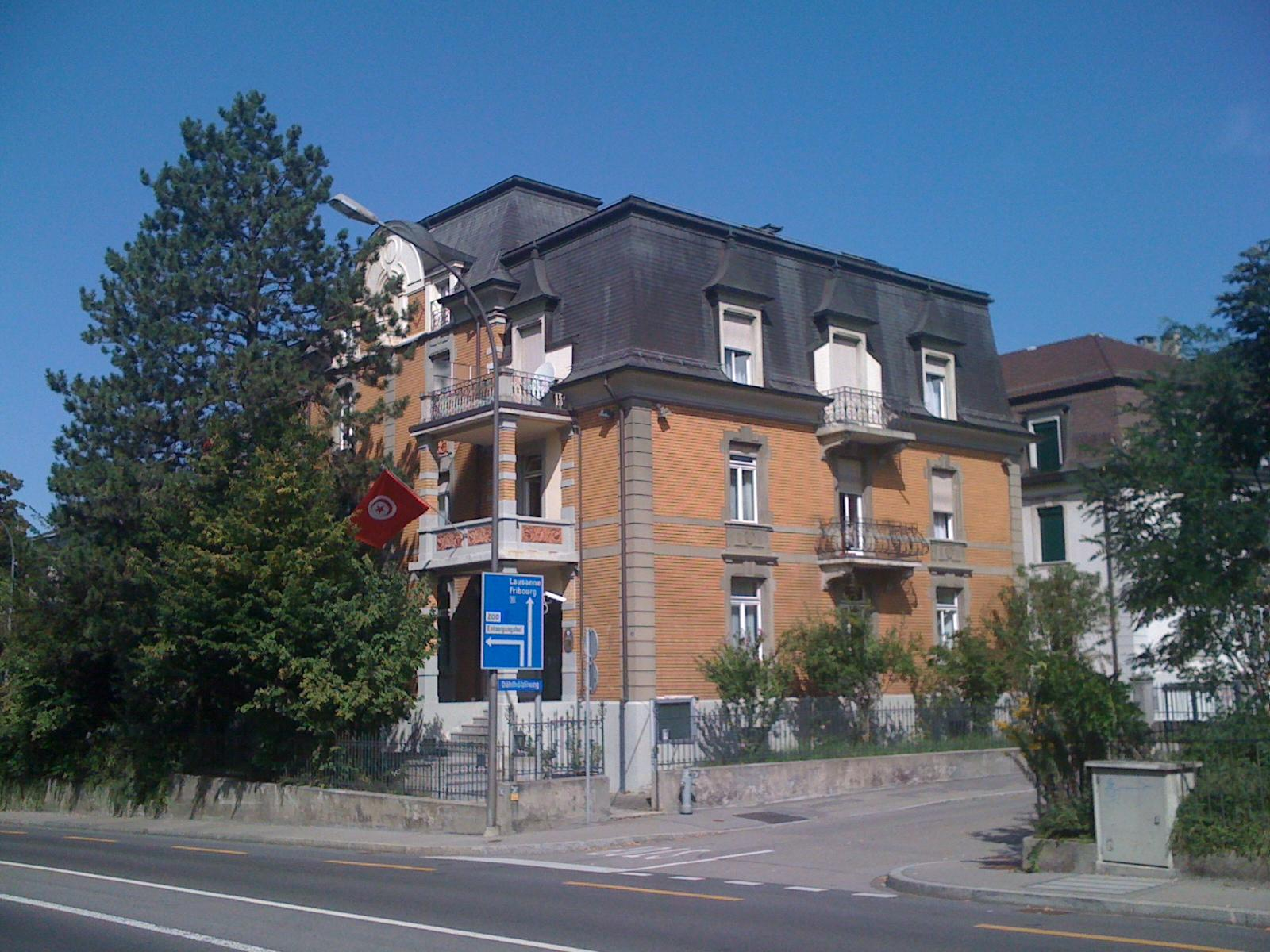
Посольство Тунісу
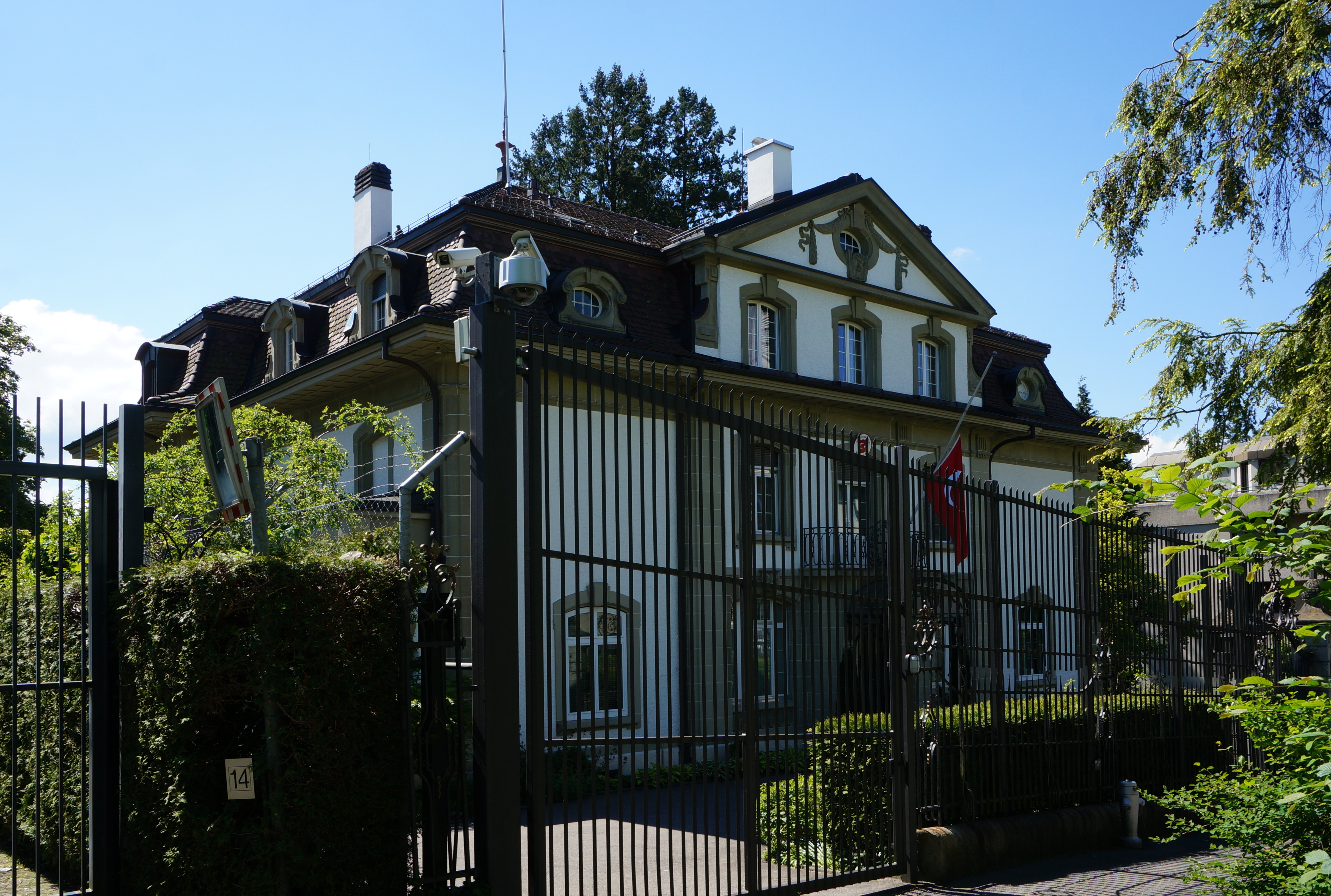
Посольство Туреччини
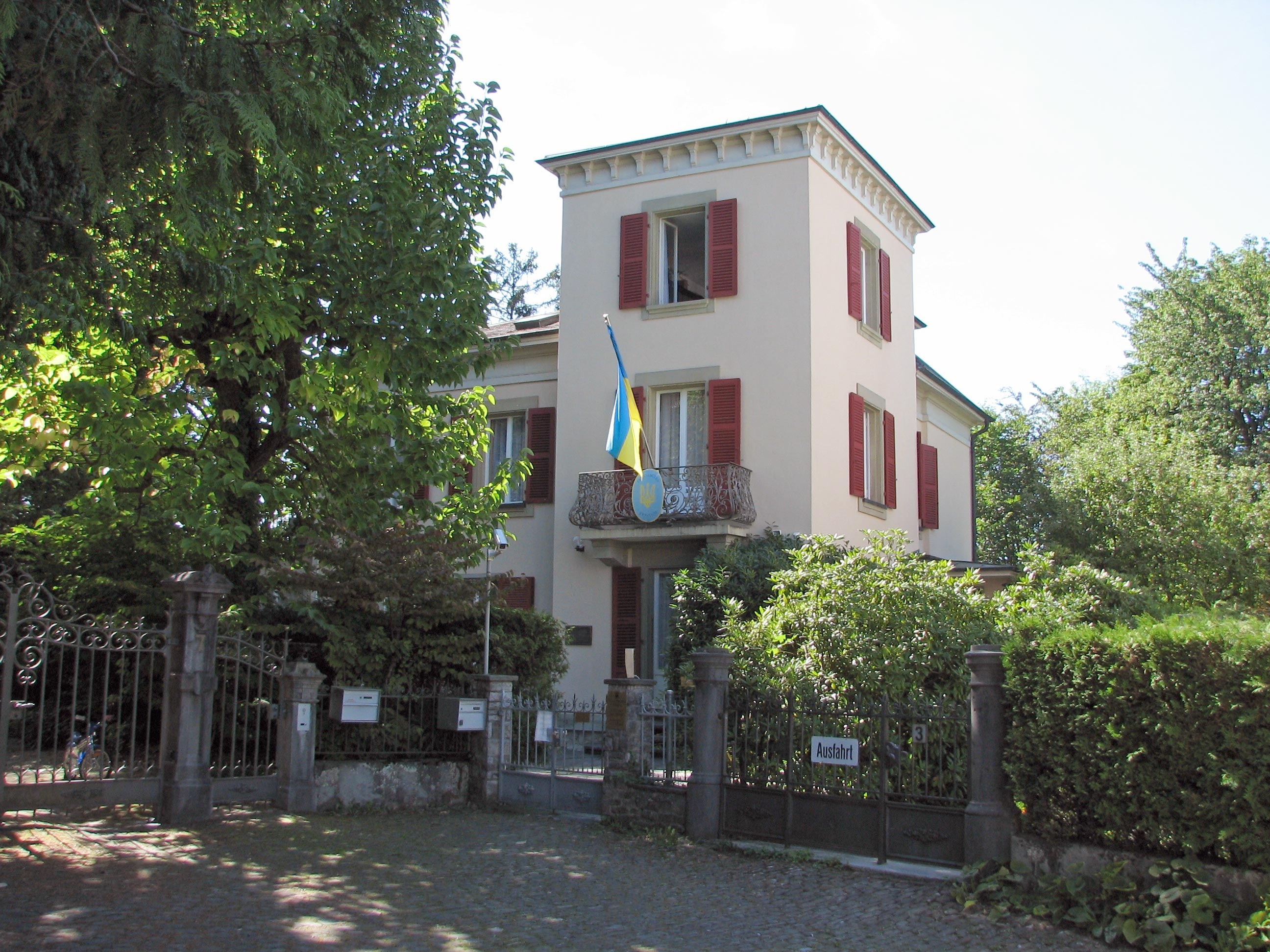
Посольство України
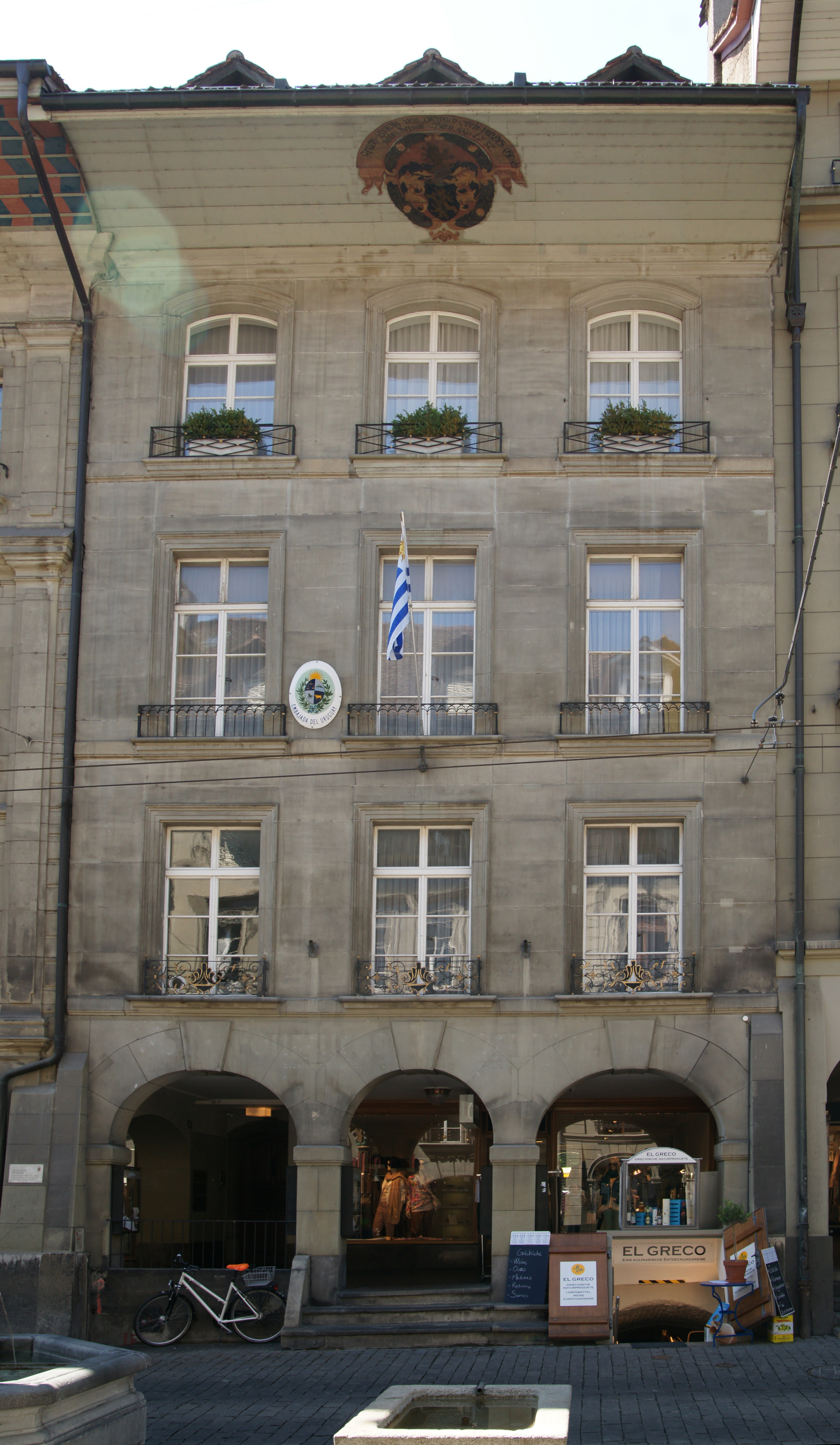
Посольство Уругваю
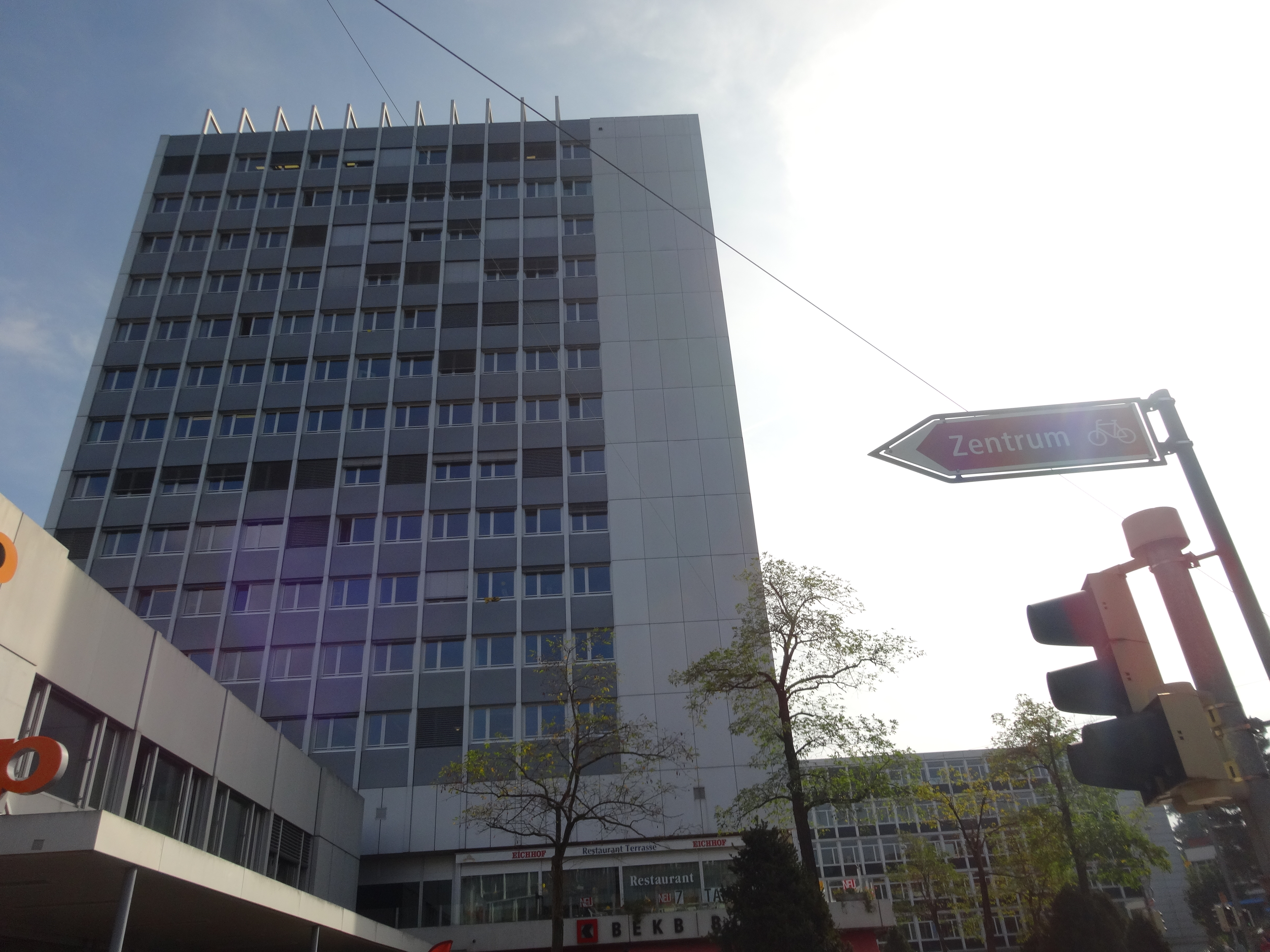
Посольство Чилі
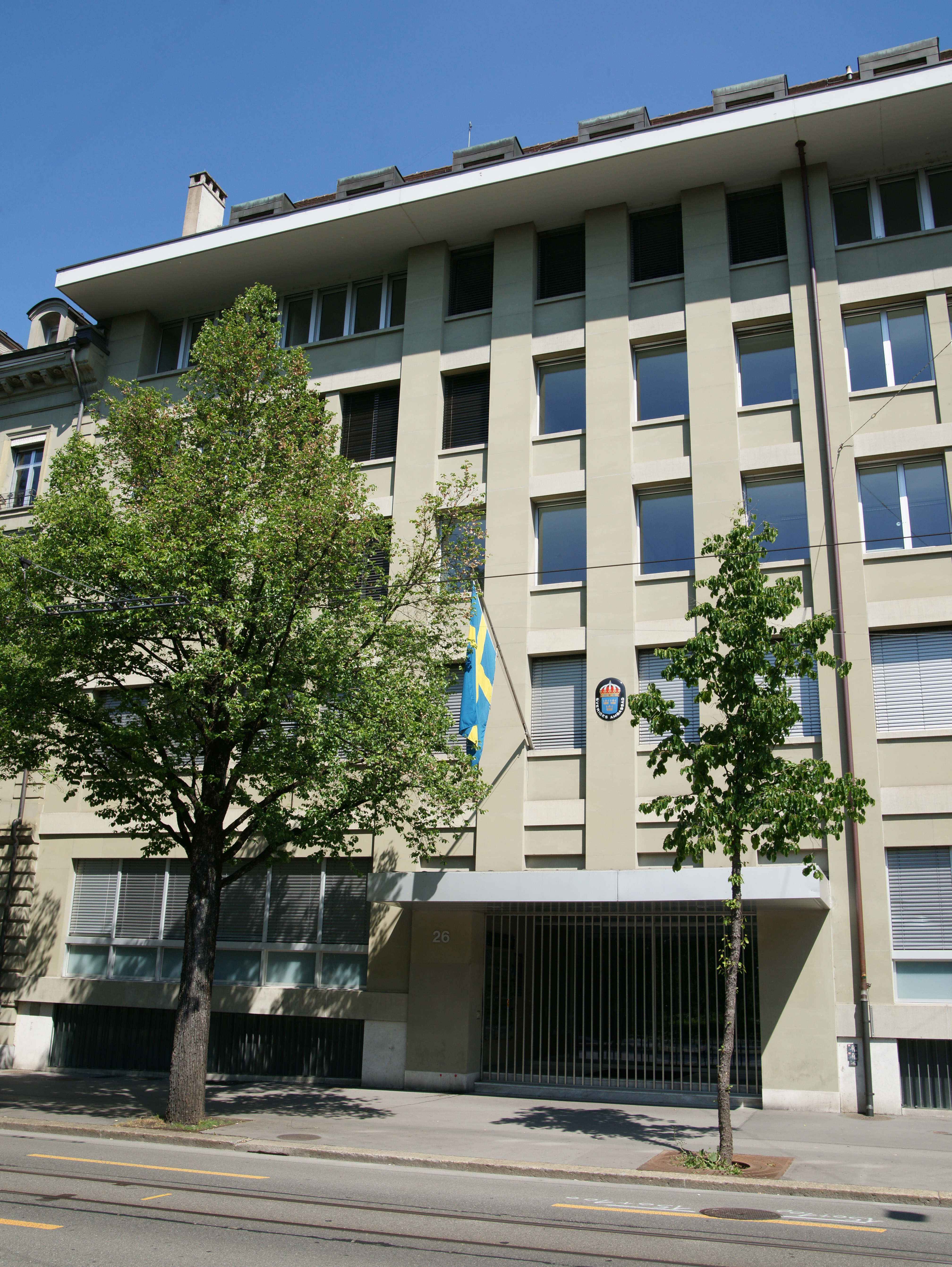
Посольство Швеції
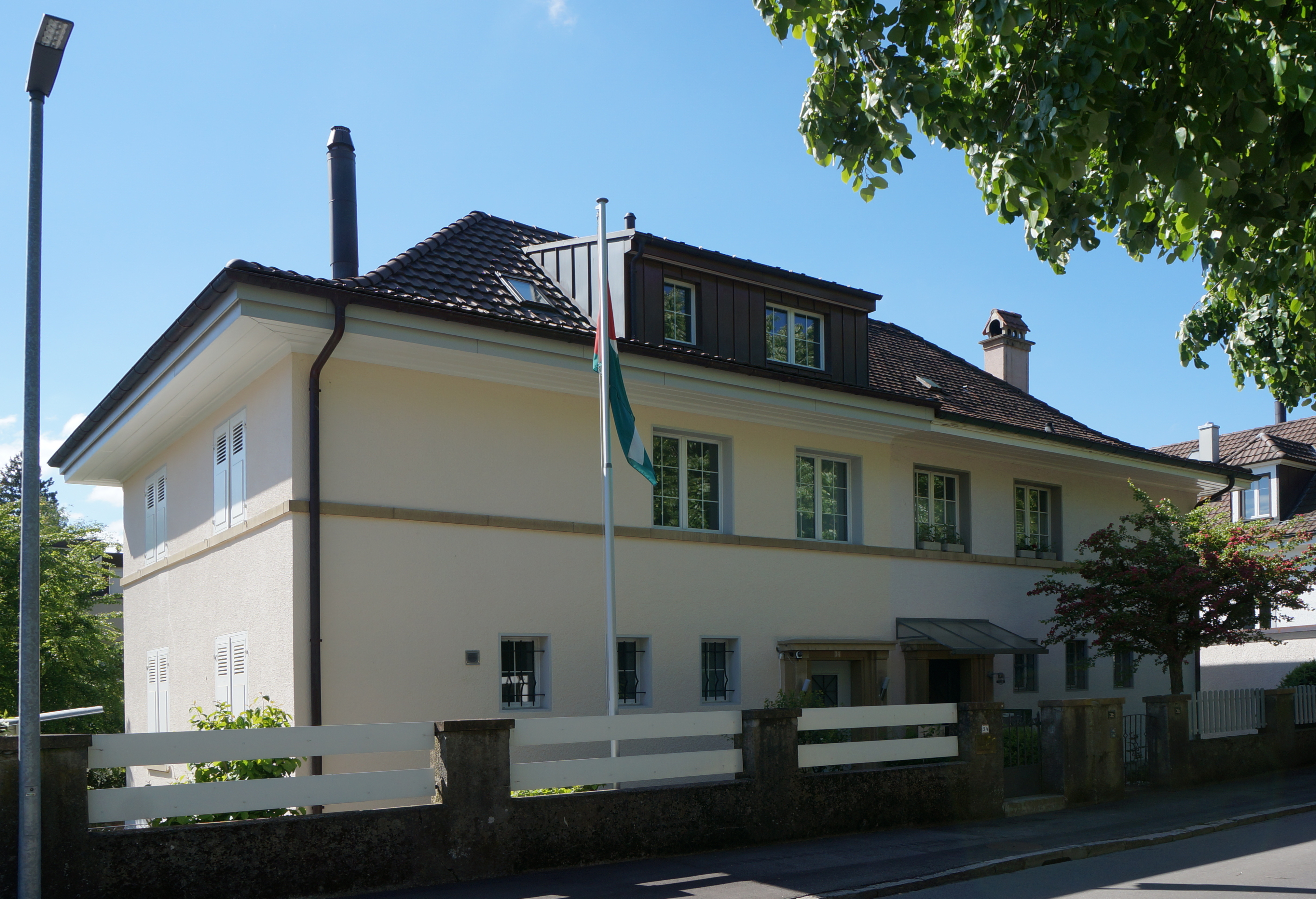
Представництво Палестинської держави в Берні

### Посольства та консульства в Женеві

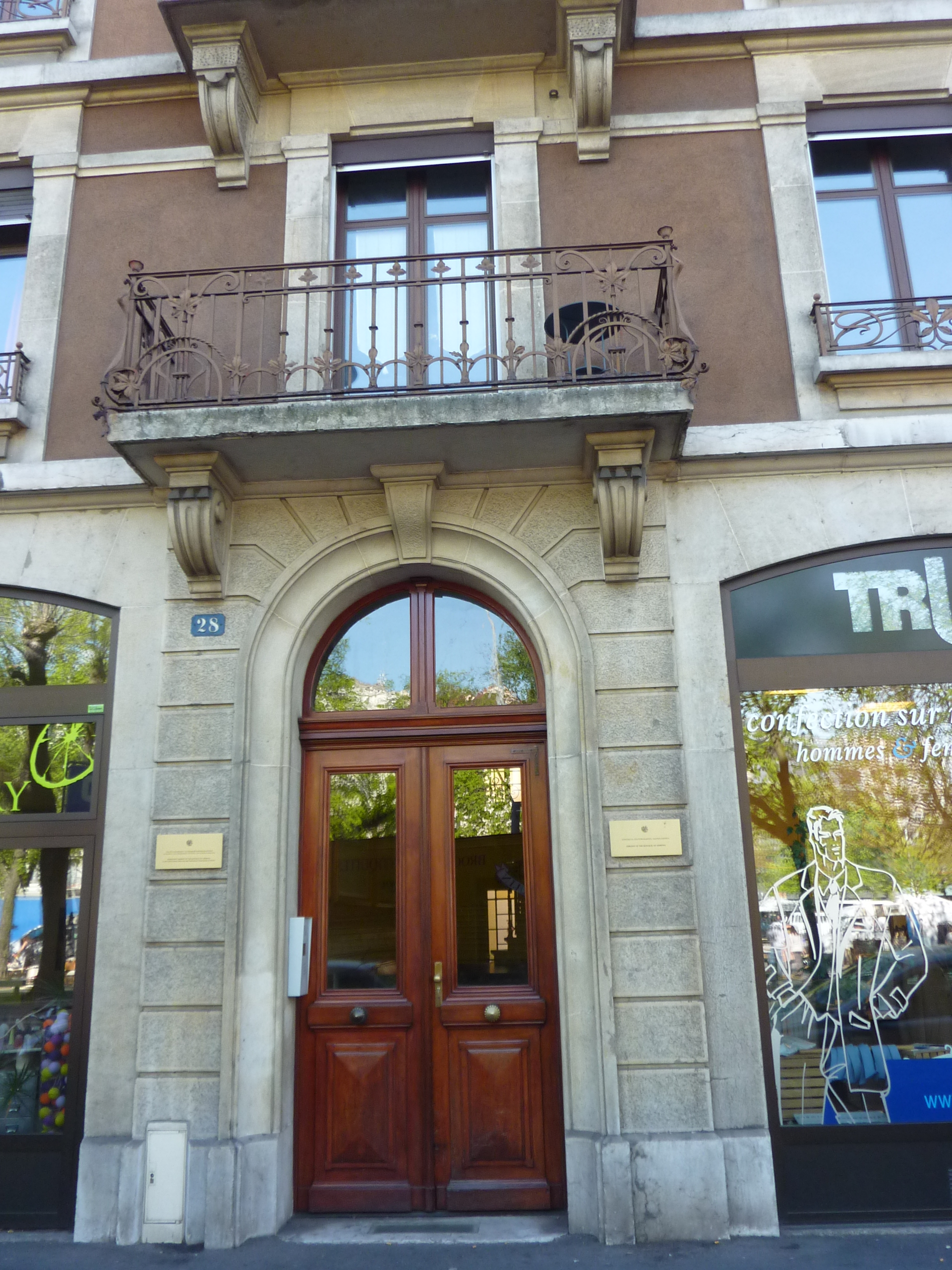
Посольство Вірменії
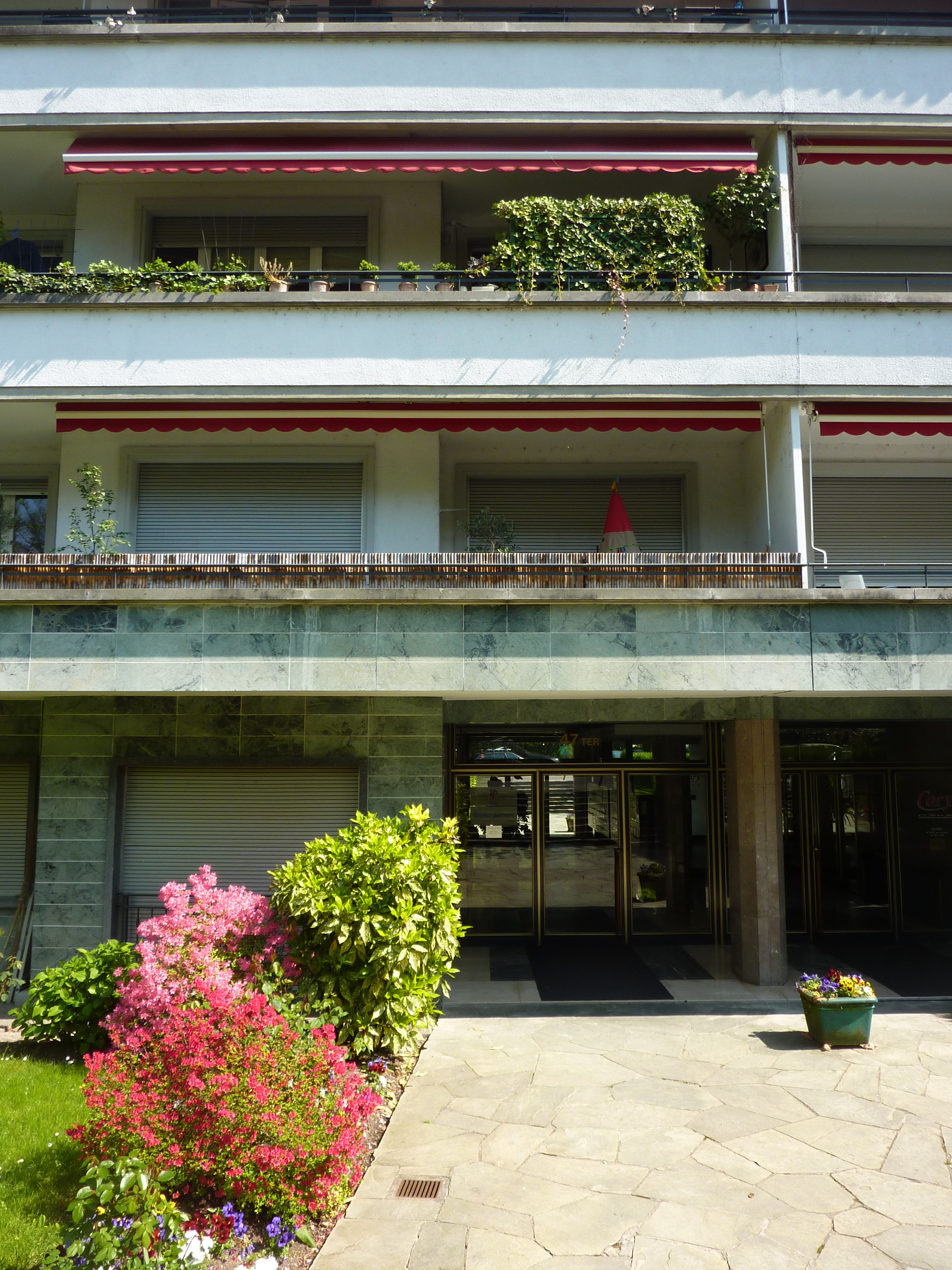
Консульство Єгипту
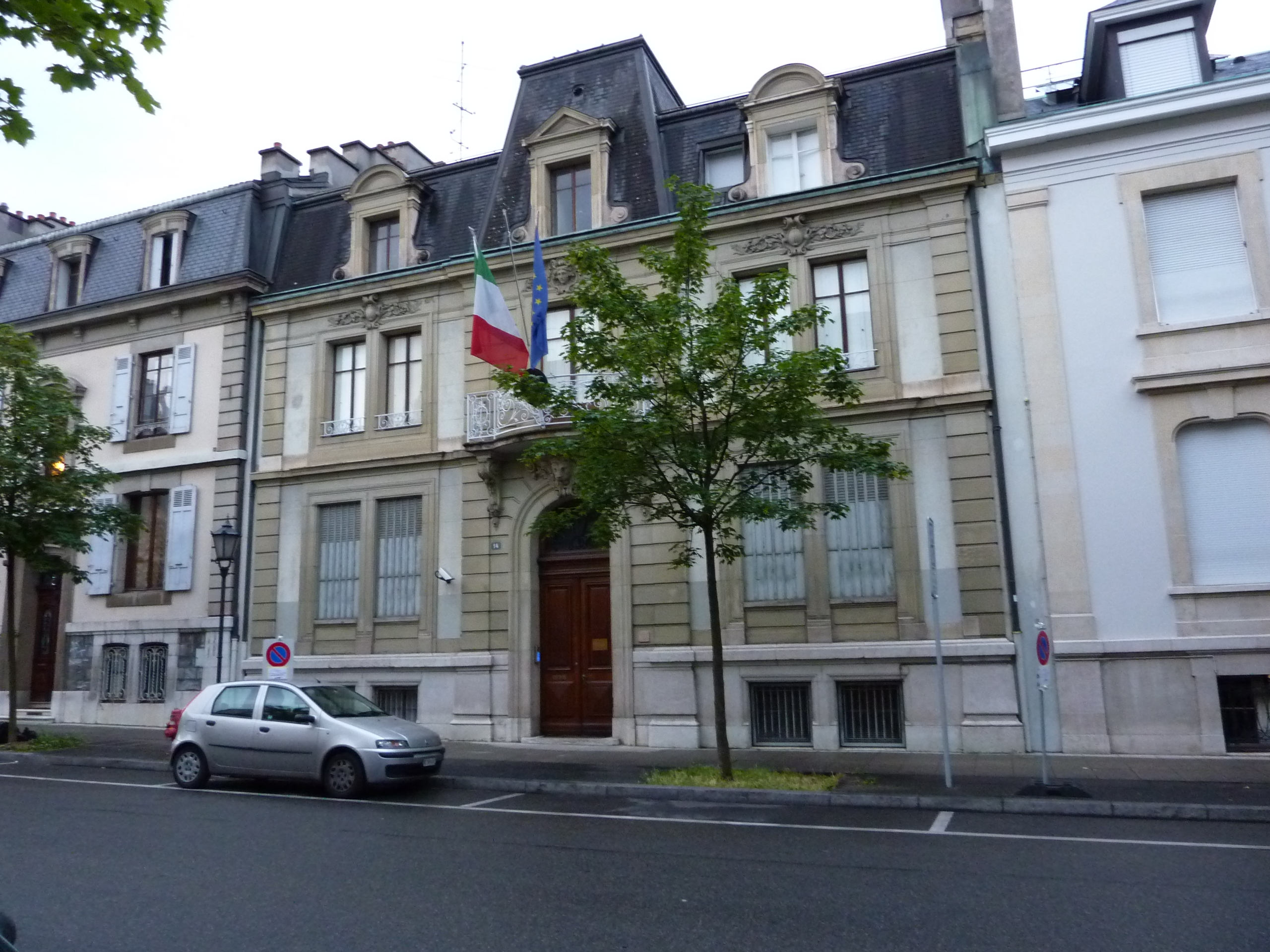
Консульство Італії
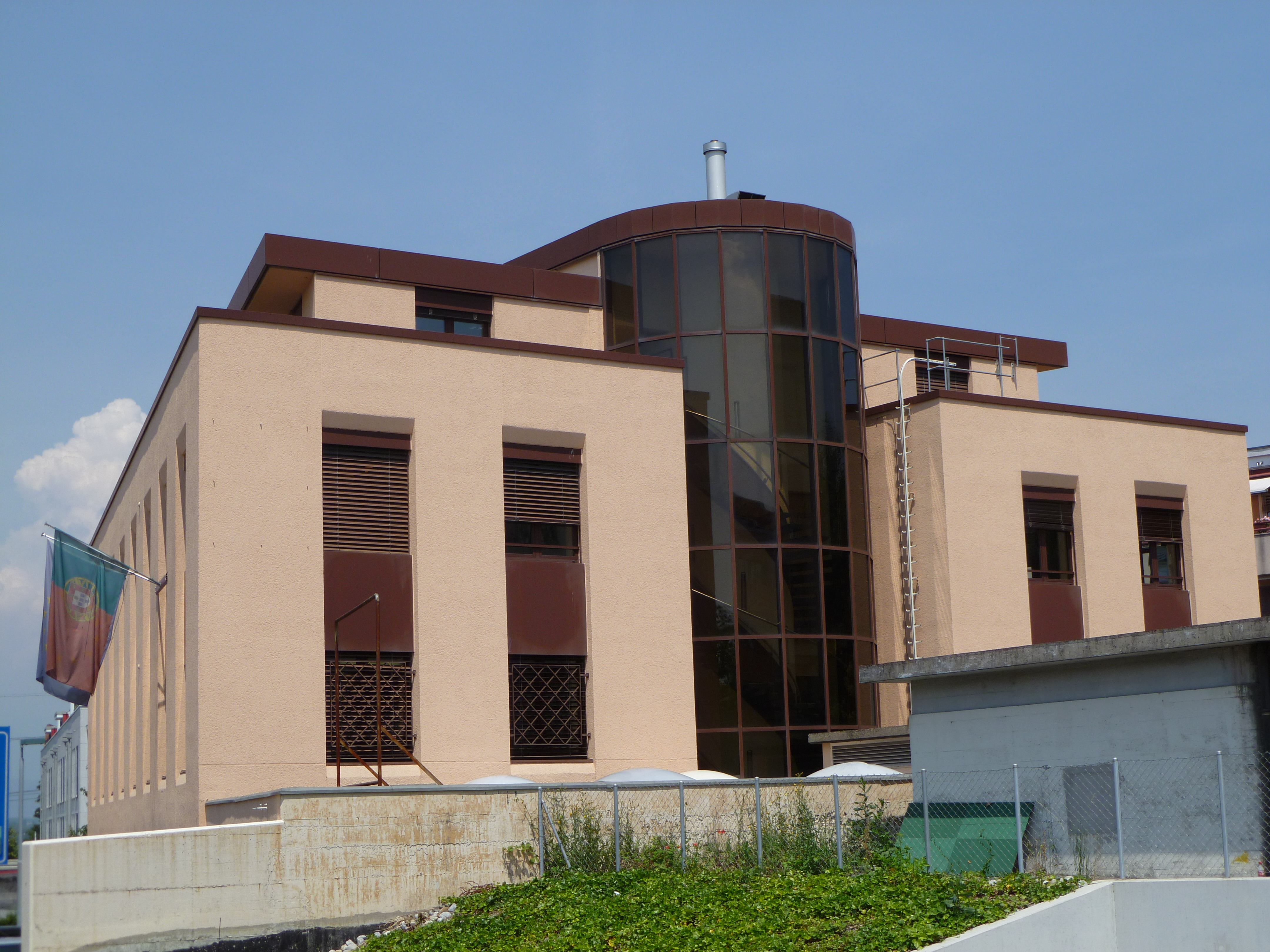
Консульство Португалії
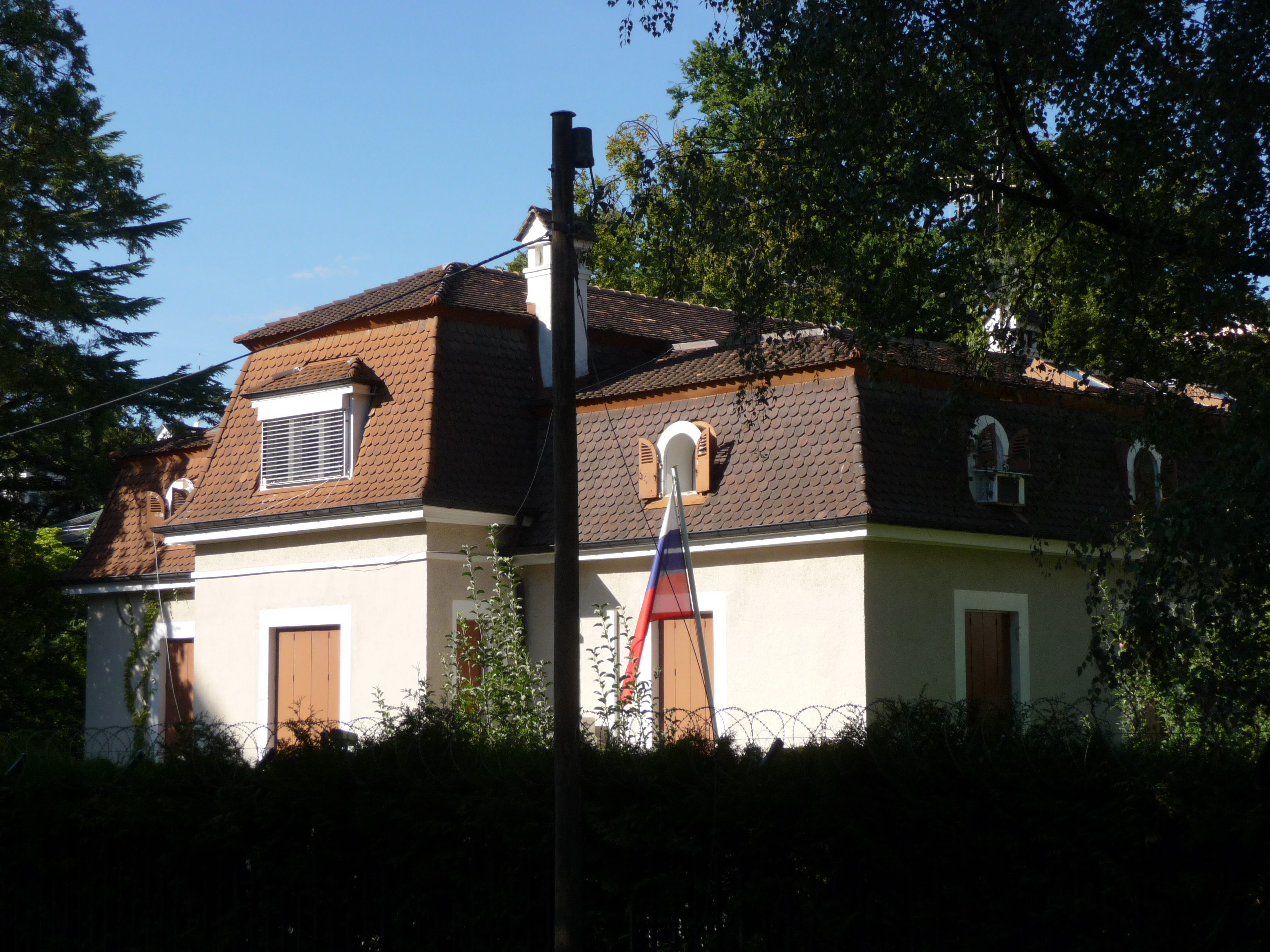
Консульство Росії
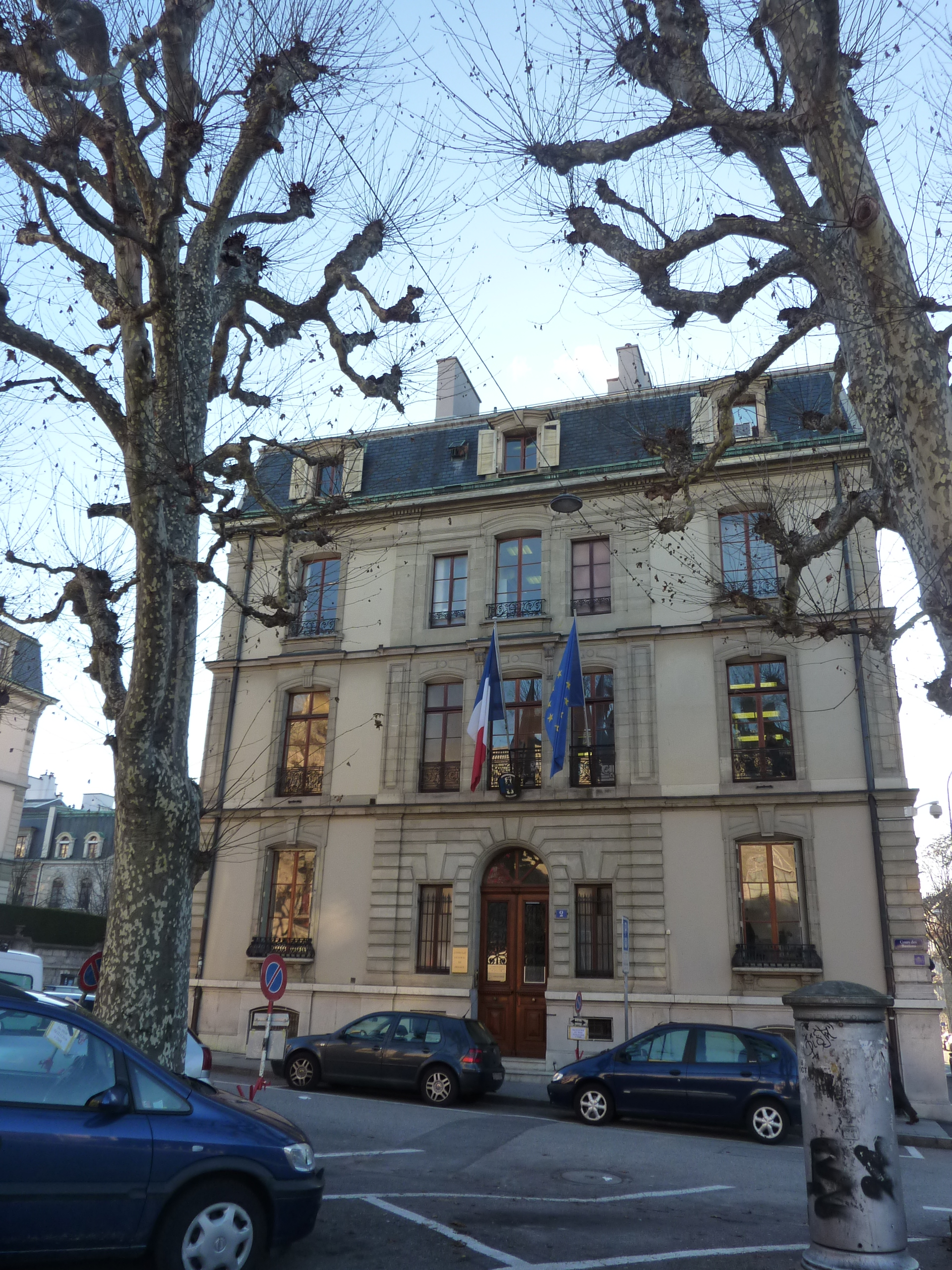
Консульство Франції